# 2019 en Géorgie
Chronologie de la Géorgie
- 2015
- 2016
- 2017
- 2018
- 2019
- 2020
- 2021
- 2022
- 2023

Cette page recense des événements qui se sont produits durant l'année 2019 en Géorgie.

## Gouvernement
| Position | Officiel                                | Mandat                                             |
| --- | --------------------------------------- | -------------------------------------------------- |
| Présidente                                                                                                  | Salomé Zourabichvili                    | Depuis 2018                                        |
| Premier Ministre                                                                                            | Mamouka Bakhtadzé Guiorgui Gakharia     | 2018 - 2 septembre 2019 Depuis le 2 septembre 2019 |
| Premier vice-Premier ministre                                                                               | Guiorgui Gakharia Maïa Tskitichvili     | 2018 - 2 septembre 2019 Depuis le 8 septembre 2019 |
| Deuxième vice-Première ministre                                                                             | Maïa Tskitichvili Tea Tsouloukiani      | 2018 - 2 septembre 2019 Depuis le 8 septembre 2019 |
| Ministre des Affaires intérieures                                                                           | Guiorgui Gakharia Vakhtang Gomelaouri   | 2017 - 2 septembre 2019 Depuis le 8 septembre 2019 |
| Ministre de la Justice                                                                                      | Tea Tsouloukiani                        | Depuis 2012                                        |
| Ministre du Développement régional et de l'Infrastructure                                                   | Maïa Tskitichvili                       | Depuis 2018                                        |
| Ministre des Affaires étrangères                                                                            | Davit Zalkaliani                        | Depuis 2018                                        |
| Ministre des Finances                                                                                       | Ivané Matchavariani                     | Depuis 2018                                        |
| Ministre de la Défense                                                                                      | Levan Izoria Irakli Gharibachvili       | 2018 - 2 septembre 2019 Depuis le 8 septembre 2019 |
| Ministre de l’Économie et du Développement durable                                                          | Guiorgui Koboulia Natela Tournava       | 2018 - 18 avril 2019 Depuis le 18 avril 2019       |
| Ministre de l’Éducation, des Sciences, de la Culture et du Sport                                            | Mikheïl Batiachvili Mikheïl Tchkhenkeli | 2018 - 7 novembre 2019 Depuis le 13 novembre 2019  |
| Ministre de la Protection de l’environnement et de l'Agriculture                                            | Levan Davitachvili                      | Depuis 2018                                        |
| Ministre des Déplacés internes des territoires occupés, du Travail, de la Santé et de la Protection sociale | Davit Sergueenko Eka Tikaradzé          | 2012 - 18 juin 2019 Depuis le 18 juin 2019         |
| Ministre d'État pour la Réconciliation et l’Égalité civile                                                  | Ketevan Tsikhelachvili                  | Depuis 2018                                        |
| Président du Gouvernement de la République autonome d'Abkhazie (en exil)                                    | Vakhtang Kolbaïa Rouslan Abachidzé      | 2013 - 1er mai 2019 Depuis le 1er mai 2019         |
| Président du Gouvernement de la République autonome d'Adjarie                                               | Torniké Rijvadzé                        | Depuis 2018                                        |

## Classement de la Géorgie
| Classement                   | Organisation                   | 2018 | 2019 | Notes |
| ---------------------------- | ------------------------------ | ---- | ---- | --- |
| Densité de population        | Organisation des Nations unies | 149  | 153  | 57,52 habitants/km² |
| Taux de natalité             | Banque mondiale                |      | 119  | 1,971 enfants par femme. |
| Rule of Law Index            | World Justice Project          |      | 41   | Le classement est fait sur 126 nations, avec un plus haut score signifiant un régime plus juste. La Géorgie se classifie au premier rang dans la région. |
| Liberté sur l'Internet       | Freedom House                  |      | 10   | Le classement est fait sur 150 pays et score la liberté d'expression et d'utilisation dans le monde internaute.                                          |
| Indice de liberté économique | Heritage Foundation            | 16   | 15   | Sur 180 pays |

## Chronologie

### Janvier

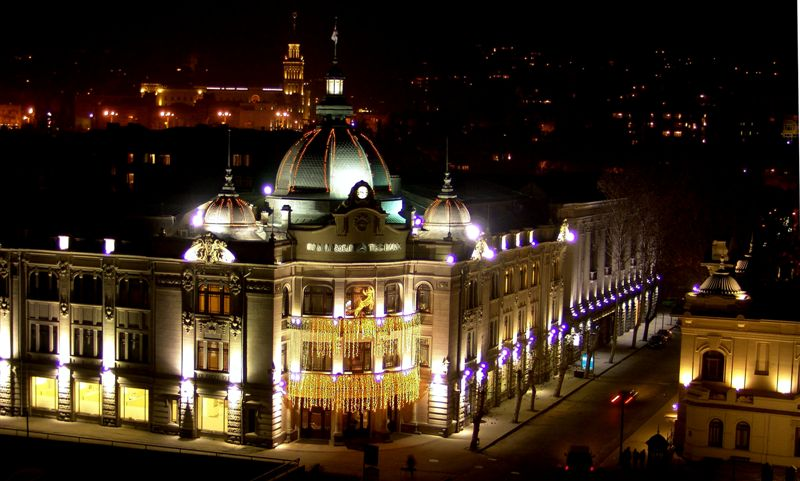
Le 9 janvier, une enquête pour fraude financière contre TBC Bank débute, culminant avec la démission des présidents de la banque, des accusations de pression politique sur le système banquier et le lancement d'un mouvement politique par le fondateur de la banque.

- 1er janvier : Le nouveau système de retraite entre en application, obligeant toutes les personnes employées en Géorgie à contribuer 2 % de leur salaire dans une caisse de retraite jusqu'à l'âge de la retraite (fixé à 60 ans pour les hommes, et à 55 ans pour les femmes). La réforme est largement critiquée par les ONG libérales[2].
- 8 janvier : L'Église orthodoxe de Géorgie annonce son refus de reconnaître le caractère autocéphale de l'Église orthodoxe d'Ukraine, menant à de nombreuses critiques de la part d'organisations pro-occidentales soutenant l'indépendance religieuse de l'Ukraine vis-à-vis de la Russie[3].
- 9 janvier : Le Bureau du Procureur général entame une enquête contre TBC Bank, le principal créditeur en Géorgie, pour des transactions frauduleuses datant de 2008. D'après certaines allégations, la TBC Bank aurait autorisé des prêts d'un montant s'élevant à 17 millions dollars américains à des compagnies liées aux présidents de la banque, prêts qui n'ont pas été remboursés[4].
- 11 janvier : Les autorités séparatistes d'Abkhazie et d'Ossétie du Sud ferment les points de passage avec le reste de la Géorgie, citant comme motif l'épidémie de grippe porcine dans la région. Ces frontières restent fermées de facto pendant plusieurs mois[5].
- 15 janvier : 
  - L'Union européenne annonce une série d'investissements dans le secteur des transports dans les pays de son Partenariat oriental, dont 18 projets en Géorgie, représentant un total de 3,4 milliards d'euros[6].
  - Le Service de Sécurité d'État (service national de renseignements) nomme cinq nouveaux chefs régionaux en Kakhétie, Kvemo Karthli, Chida Karthli, Mtskheta-Mtianeti et Samtskhé-Djavakheti[7].
- 16 janvier : 
  - Une explosion accidentelle de gaz cause la mort de quatre personnes, dont un enfant. Une journée de deuil national est déclarée le lendemain, tandis que deux dirigeants de la compagnie KazTransGas sont arrêtés[8].
  - Nana Khoundjoua est élue présidente du Conseil procureur, branche gouvernementale chargée d'élire le Procureur général de Géorgie. Son élection est marquée par la mise en place d'une séparation totale du Bureau du Procureur vis-à-vis du Ministère de la Justice[9].
- 18 janvier : Le gouvernement géorgien adopte une mesure autorisant toute personne née en Abkhazie et en Ossétie du Sud avant 2001 et ses descendants à réclamer la citoyenneté géorgienne, dans le cadre de la politique de rapprochement par Tbilissi avec les républiques séparatistes[10].

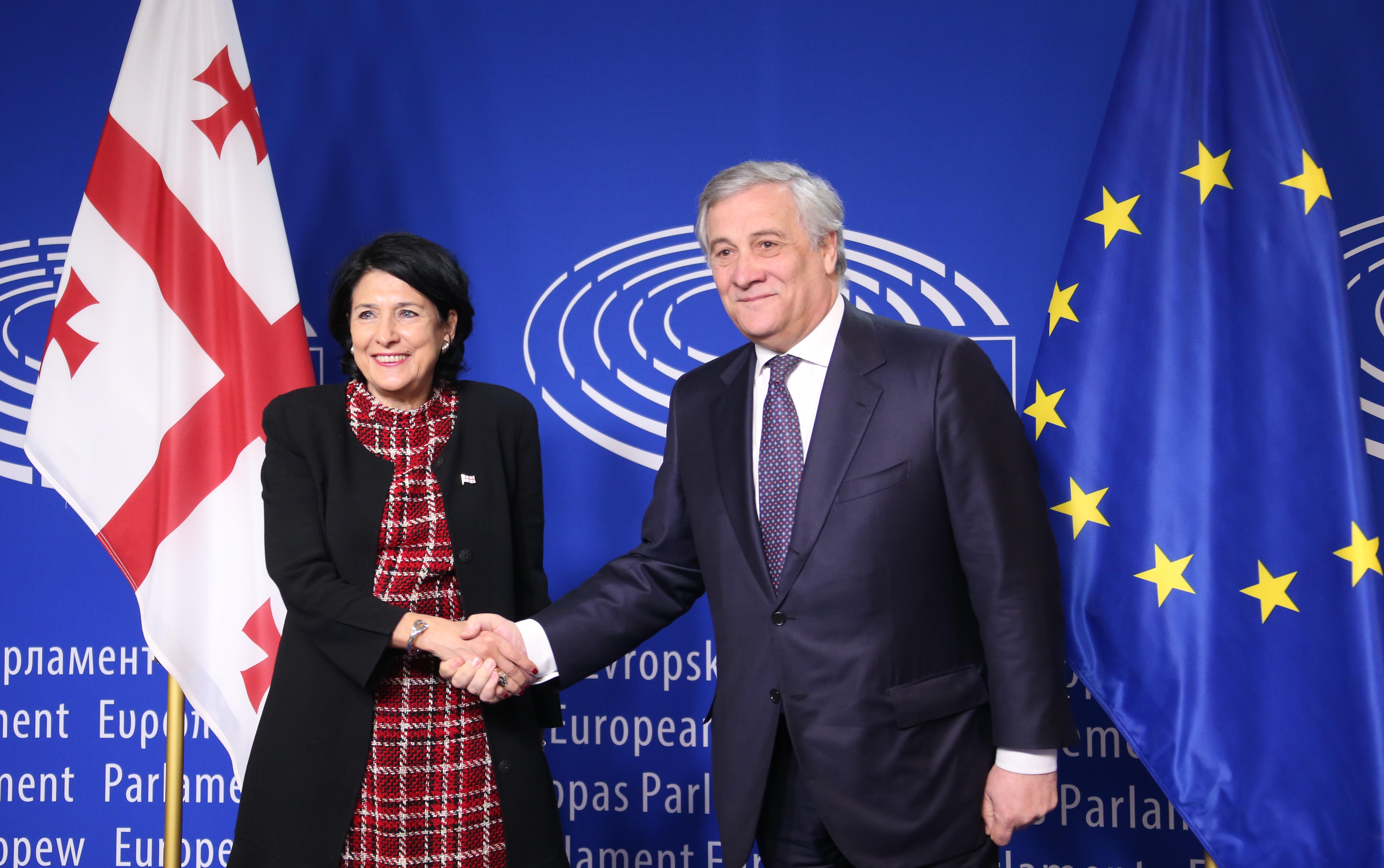
La première visite officielle de la Présidente Zourabichvili se déroule le 21-23 janvier à Bruxelles.

- 21 janvier-23 janvier : La Présidente Salomé Zourabichvili se rend à Bruxelles pour sa première visite officielle à l'étranger et rencontre les dirigeants de l'Union européenne et de l'OTAN pour faire avancer les plans pro-occidentaux de la Géorgie[11].
- 21 janvier : Les dix juges nommés par le Haut Conseil de Justice comme candidats à la Cour suprême de Géorgie retirent leurs candidatures après des semaines de controverses à ce sujet[12].
- 23 janvier : Ana Dolidzé et Nazibrola Djanezachvili, tous deux membres du Haut Conseil de Justice, adressent une lettre aux 278 juges en fonction à travers le pays, demandant leur soutien en faveur d'une réforme judiciaire visant à une plus grande transparence et indépendance de la branche judiciaire du gouvernement[13].
- 24 janvier : 
  - La Géorgie reconnaît le gouvernement alternatif de Juan Guaido au Venezuela, en opposition au régime, jugé autoritaire, de Nicolas Maduro. Le gouvernement de ce dernier maintient la reconnaissance de l'indépendance des républiques séparatistes géorgiennes d'Abkhazie et d'Ossétie du Sud initiée par Hugo Chávez en 2009[14].
  - La Cour pénale internationale et le Ministère de la Justice de Géorgie signent un accord autorisant les individus jugés coupables par l'ICC à servir leur peine de prison en Géorgie[15].
- 25 janvier : Grigol Ivaneïchvili, président du Conseil municipal de Tskaltoubo, est arrêté par l'Agence anti-corruption pour avoir accepté un pot-de-vin de 250 000 lari de la part d'un homme d'affaires étranger en échange de son assistance dans l'achat de l'ancienne mairie locale[16].
- 28 janvier : Un enregistrement d'ébats sexuels représentant la député RG Eka Besselia est publié sur Internet, menant à de fortes condamnations de la part des autorités géorgiennes et de nombreuses ONG. Le scandale se déroule dans le contexte de critiques soulevées par Besselia  à l'encontre son propre parti au sujet de sa politique judiciaire[17].
- 30 janvier : La Banque nationale de Géorgie réduit le taux d'intérêt national de 7 % à 6,75 %, citant un niveau d'inflation satisfaisant[18].
- 31 janvier : 
  - La Cour européenne des droits de l'homme juge la Russie coupable de maltraitance à l'égard des citoyens géorgiens déportés en masse en 2006 et ordonne à Moscou de payer 10 millions d'euros au gouvernement géorgien[19].
  - Sept personnes sont tuées à Tbilissi par une fuite de monoxyde de carbone dans un appartement, menant à un débat sur la sécurité des infrastructures énergétiques dans la capitale[20].
  - Mikheïl Dilimachvili est nommé chef de la patrouille policière de Géorgie, après avoir servi comme chef de la patrouille policière de la république autonome d'Adjarie[21].

### Février
- 1er février : 16 personnes sont arrêtées pour la propagation de l'enregistrement vidéo de la vie intime de la député RG Eka Besselia. Ce scandale se déroule dans le contexte des accusations faites par Bessalia à l'égard de son parti d'être en train de revenir aux pratiques autoritaires en matière judiciaire du gouvernement précédent[22].

- 4 février : 

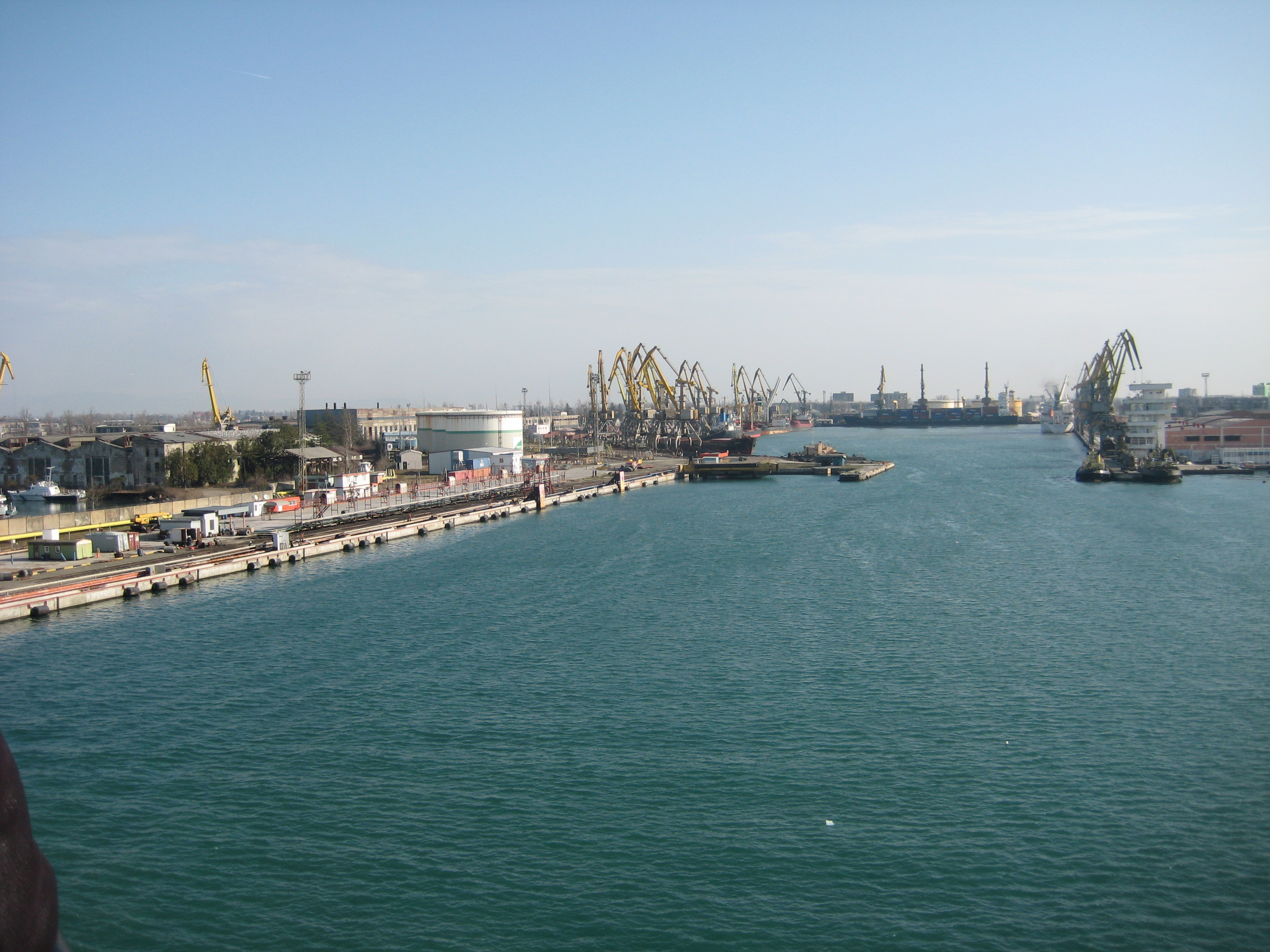
Le 4 février, le gouvernement américain accorde un prêt de 50 millions de dollars au Port de Poti.

  - L'archiprêtre Davit Dourglichvili est emprisonné par les forces russes dans le village de Haut-Nikozi pour avoir « illégalement traversé la frontière » avec la république séparatiste d'Ossétie du Sud. Il est relâché le lendemain[23].
  - Le gouvernement américain offre un prêt de 50 millions de dollars à un groupe privé américano-géorgien pour la construction d'un terminal maritime dans le port de Poti[24].
- 5 février : 
  - Les députés géorgiens retournent au siège du Parlement de Tbilissi pour la première fois depuis l'ouverture du bâtiment du Parlement de Koutaïssi. Ce changement se fait selon le changement de 2018 de la Constitution[25].
  - Le point de passage entre l'Abkhazie et la Géorgie propre sur le pont d'Engouri rouvre après un mois de fermeture par les troupes séparatistes[26].
- 6 février : Les troupes russes stationnées en Ossétie du Sud installent une tour de surveillance dans le village frontalier de Dzoukaantkari, du côté sud-ossète de la ligne administrative avec la Géorgie. Les autorités géorgiennes accusent Moscou de continuer sa politique de "frontiérisation" au sein du territoire géorgien[27].
- 8 février : 
  - La Présidente Zourabichvili se rend en visite en Afghanistan, où elle rencontre les soldats géorgiens opérant dans le cadre de l'opération Resolute Support ainsi que le président afghan Ashraf al-Ghani[28].
  - Guiorgui Vachadzé, un des dirigeants du parti d'opposition MNU, est jugé coupable par la Cour municipale de Gourdjaani et est contraint de payer une amende de 3 000 GEL pour violences contre la police lors des manifestations en opposition à l'inauguration de la Présidente Zourabichvili deux mois auparavant[29].
- 9 février : Des activistes s'opposent à la construction d'un complexe d'habitation dans une zone verte du quartier de Sabourtalo de Tbilissi[30].
- 13 février : 
  - L'accord de libre-échange entre la Géorgie et Hong Kong entre en force[31].
  - Le maire de Marneouli démissionne après des révélations selon lesquelles qu'il aurait soumis un opposant politique à une humiliation publique, l'obligeant à consommer sa propre urine[32].
- 14 février : 
  - Le Parlement européen ratifie l'accord entre Eurojust, l'agence judiciaire de l'Union européenne, et le Ministère de la Justice de Géorgie afin de collaborer dans la lutte contre le crime organisé[33].
  - La Banque nationale de Géorgie demande la démission des deux dirigeants de TBC Bank à la suite des allégations de crime financier en 2008[34].
- 19 février : La Présidente Salomé Zourabichvili, en visite de travail en France, signe la Déclaration de Dialogue structuré Dimitri Amilakhvari avec le Président Emmanuel Macron, s'engageant à approfondir les liens politiques, militaires et culturels entre la Géorgie et la France[35].
- 21 février : Mamouka Khazaradzé, fondateur de TBC Bank, quitte son poste de président de la banque, en plein milieu d'une querelle juridique avec la Banque nationale de Géorgie, qui accuse TBC Bank de crime financier en 2008[36].
- 22 février : Un jour après la défaite au Parlement du projet de loi sur l'abolition des mandats à vie pour certains juges, les députés RG Eka Besselia, Levan Goguitchaïchvili et Beka Natsvlichvili quittent le parti au pouvoir pour devenir des députés sans étiquette. Ces départs coûtent au Rêve géorgien sa super-majorité constitutionnelle[37].
- 25 février : Le député RG Guedevan Popkhadzé quitte le parti au pouvoir pour devenir un député sans étiquette. Il cite le manque de pensée libre au sein du parti comme raison principale de son départ[38].

- 27 février : 

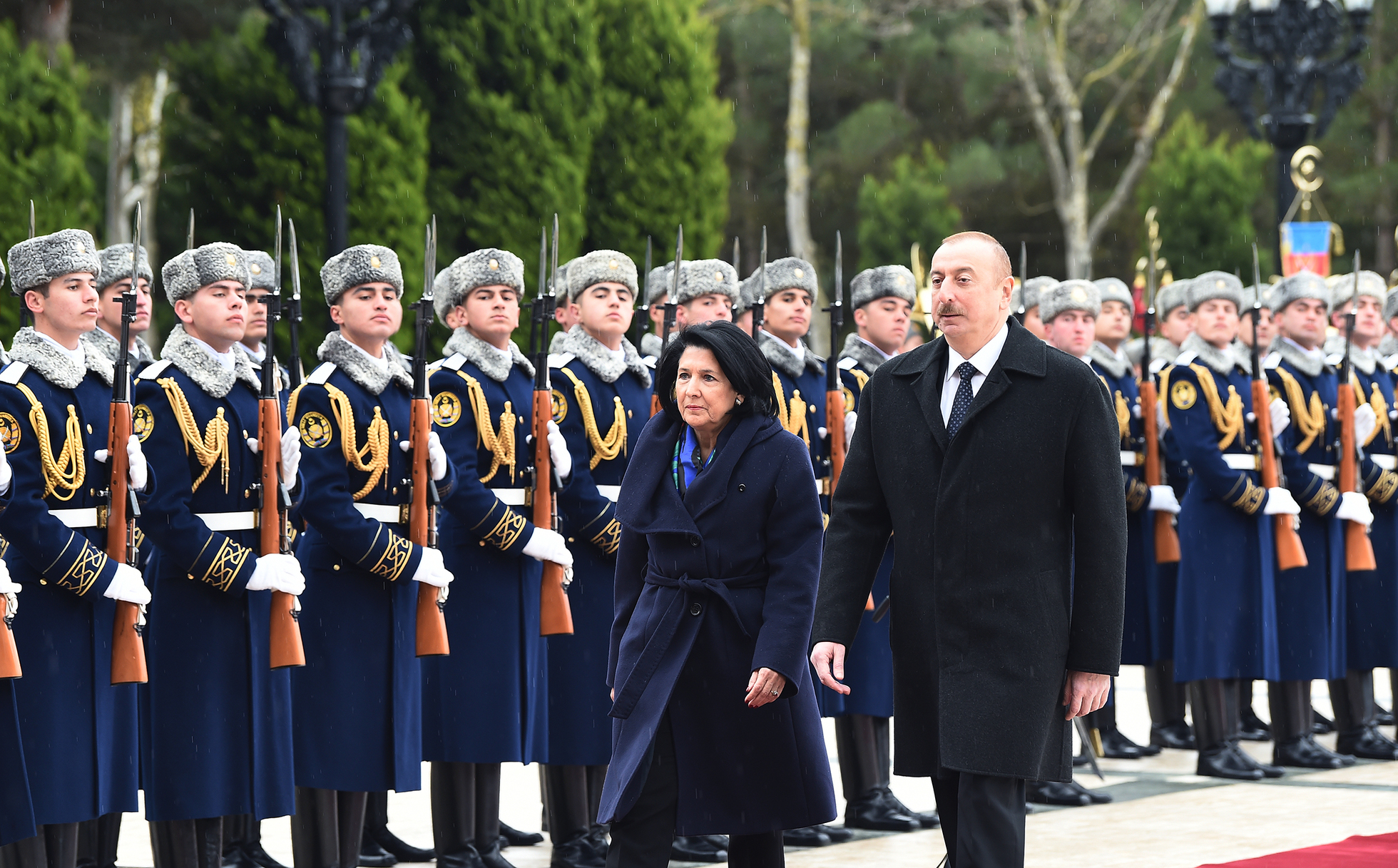
La Présidente Zourabichvili visite l'Azerbaïdjan en février.

  - Zourab Abachidzé, représentant du Premier ministre, et Grigori Karassine, vice-ministre des Affaires étrangères de Russie, se rencontrent à Prague pour discuter des relations économiques entre la Géorgie et la Russie. Karassine réitère que l'intégration euro-atlantique de la Géorgie menace la stabilité des relations bilatérales[39].
  - Le député RG Zviad Kvantchatiradzé quitte le parti au pouvoir et devient un député sans étiquette, citant sa critique de la politique judiciaire du RG[40].
  - Durant sa visite officielle en Azerbaïdjan, la présidente Salomé Zourabichvili et le président azerbaïdjanais Ilham Alyiev s'accordent sur le fait de reprendre les négociations visant à délimiter une frontière bilatérale[41].

### Mars
- 4 mars : 
  - Les ministres des Affaires étrangères de Géorgie, Turkménistan, Azerbaïdjan et Roumanie signent un accord quadripartite pour la mise en place d'infrastructures de transport entre la mer Noire et la mer Caspienne[42].
  - Mirza Soubeliani, procureur d'État, est emprisonné pour une peine de 13 mois dans le cadre de son implication dans l'enquête sujette à controverse autour du meurtre de deux adolescents à Tbilissi en 2018[43].
  - Mamouka Khazaradzé, président de TBC Bank et accusé de blanchiment d'argent, accuse lors de son interrogation devant le Parlement le ministre des Affaires intérieures Guiorgui Gakharia de lui avoir envoyé des lettres de menace lors des élections présidentielles de 2018[44].

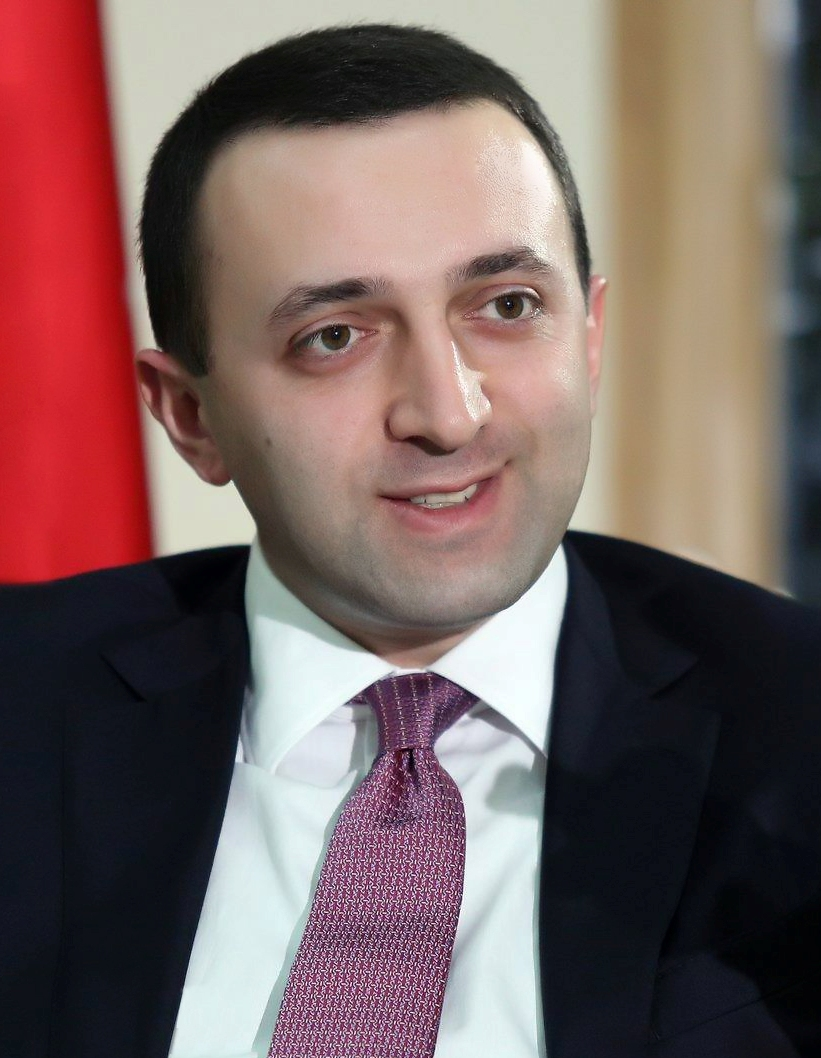
Irakli Gharibachvili est nommé Secrétaire politique du RG le 5 mars.

- 5 mars : Irakli Gharibashvili, ancien Premier ministre, est nommé Secrétaire politique du Rêve géorgien, faisant de lui le second homme le plus puissant au sein du parti au pouvoir. Il remplace le député Guiorgui Volski dans cette fonction[45].
- 6 mars :
  - Le président sud-ossète Anatoli Bibilov se rend en visite à Moscou, où il rencontre Vladimir Poutine et s'engage à augmenter le partenariat entre la Russie et la république séparatiste d'Ossétie du Sud[46].
  - La Présidente Salomé Zourabichvili prononce son discours annuel devant les membres du Parlement géorgien, dans lequel elle souligne les ambitions pro-occidentales de son gouvernement, la nécessité de s'engager dans une réforme judiciaire et les dangers de la désinformation[47].
- 7 mars : La Présidente Salomé Zourabichvili se rend en visite en Lituanie, où le gouvernement de Dalia Grybauskaite réaffirme une nouvelle fois le soutien de Vilnius envers l'intégration de la Géorgie au sein de l'Union européenne et de l'OTAN[48].
- 12 mars : 
  - Irakli Kvaratskhelia, un jeune homme de 29 ans, décède des suites d'un suicide apparent alors qu'il se trouve détenu par les troupes russes dans la république séparatiste d'Abkhazie. Ce décès reçoit une condamnation stricte de la part de Tbilissi[49].
  - Le gouvernement géorgien annonce la création d'un programme pour financer à hauteur de 7 000 à 35 000 lari toute compagnie géorgienne cherchant à investir dans les républiques séparatistes d'Abkhazie et d'Ossétie du Sud[50].
- 13 mars-14 mars : La Présidente Salomé Zourabichvili se rend en visite en Arménie, où elle rencontre les autorités nationales. Entre autres, la présidente géorgienne critique les activités de la diaspora arménienne dans les républiques séparatistes d'Abkhazie et d'Ossétie du Sud[51].
- 13 mars : Les autorités séparatistes d'Ossétie du Sud augmentent leur présence militaire à la frontière administrative avec la Géorgie propre, au niveau du village de Khourvaleti. Cette activité accrue est en réponse à l'annonce des plans de l'activiste nationaliste Davit Katsarava d'organiser une manifestation géorgienne sur la frontière administrative[52].
- 14 mars : Ralph Regenvanu, ministre des Affaires étrangères du Vanuatu, rencontre les autorités géorgiennes afin d'approfondir les relations avec Tbilissi. Le Vanuatu était l'un des quatre pays à reconnaître l'indépendance de l'Abkhazie et de l'Ossétie du Sud jusqu'en 2013.

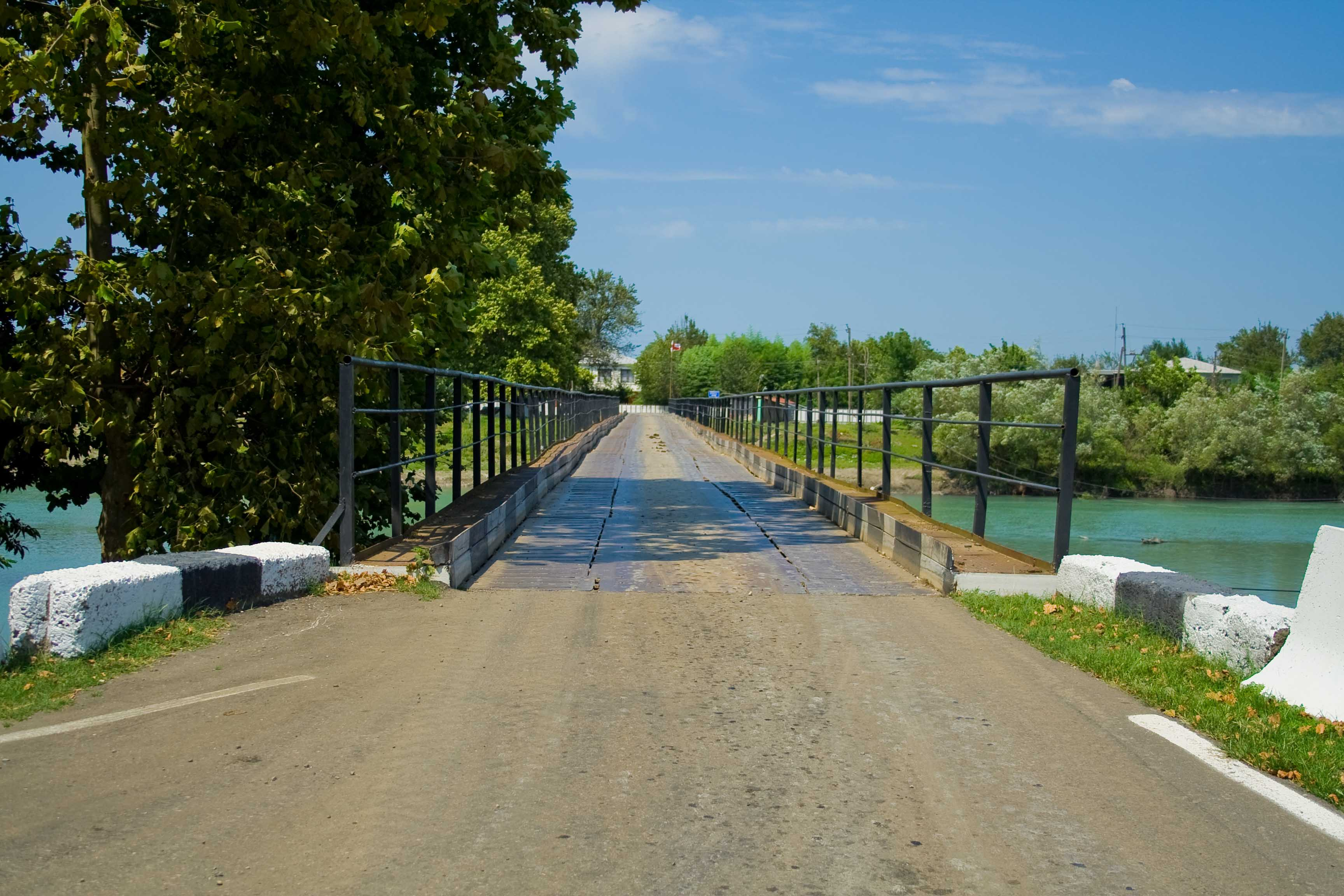
Le pont d'Engouri, le point de passage entre la Géorgie et l'Abkhazie, reste fermé de janvier à mars.

- 15 mars : L'armée russe et les autorités séparatistes d'Ossétie du Sud et d'Abkhazie ouvrent des points de passage avec la Géorgie propre. Ces points étaient fermés depuis le 11 janvier pour des questions sanitaires, d'après Moscou[53].
- 18 mars-29 mars : L'OTAN et la Géorgie participent à des entraînements militaires dans la base militaire de Krtsanissi[54].
- 24 mars : Grigol Vachadzé, ancien ministre des Affaires étrangères, est élu comme président du Mouvement national uni (UNM), l'un des principaux partis de l'opposition, remplaçant l'ancien président Mikheil Saakachvili, en exil depuis 2013[55].
- 25 mars : Jens Stoltenberg, Secrétaire-général de l'OTAN, se rend en visite à Tbilissi et rencontre les dirigeants politiques du pays, annonçant que la Géorgie est prête à joindre l'Alliance. La Présidente Zourabichvili déclare sa priorité de changer le format des Discussions internationales de Genève pour résoudre les conflits séparatistes, notant que le format n'a désormais qu'une nature technique[56].
- 27 mars : 
  - Une personne est arrêtée dans le scandale de la diffusion de la sextape de la députée Eka Besselia. Celle-ci lie l'apparition de la vidéo à ses critiques envers la nomination par le RG de juges controversés à la Cour suprême[57].
  - Malkhaz Kobaouri, un jeune homme accusé du meurtre d'une famille américaine à Svaneti, est emprisonné à vie[58].

### Avril
- 1er avril : Le ministre des Affaires étrangères d'Abkhazie rencontre son homologue russe Sergueï Lavrov pour parler de l'approfondissement des relations entre la république séparatiste et Moscou[59].
- 2 avril-3 avril : Le 47e tour des Discussions internationales de Genève se déroule entre la Géorgie, la Russie et les autorités séparatistes d'Abkhazie et d'Ossétie du Sud. Les discussions demeurent purement formelles et les représentants de Moscou, Sokhoumi et Tskhinvali quittent les négociations pour éviter de discuter le sujet des réfugiés géorgiens[60].
- 2 avril : 
  - Les travailleurs sociaux, en grève depuis le 26 mars, mettent un terme à leur manifestation sans trouver un accord avec le Ministère des Déplacés internes, de la Santé, du Travail, et des Affaires sociales. Ils annoncent la formation d'un syndicat[61].
  - À la suite d'une manifestation revendiquant de plus strictes réglementations du Code du Travail, six activistes sont détenus par la police[62].
- 4 avril : 
  - 25 citoyens géorgiens sont arrêtés à Barcelone par la police espagnole, en partenariat avec les autorités géorgiennes, dans le cadre de la lutte européenne contre le crime organisé[63].
  - Lors de la première session du Conseil de l'Atlantique du Nord, les membres de l'OTAN déclarent la sécurité de la mer Noire comme une priorité de l'Organisation[64].
- 8 avril : Djemal Gamakharia est choisi comme Président du Conseil suprême de la République autonome d'Abkhazie, le gouvernement pro-géorgien en exil depuis 1993[65].
- 10 avril : Le Premier ministre Mamouka Bakhtadzé prononce un discours devant l'Assemblée parlementaire du Conseil de l'Europe et répond à des questions à portée polémique de la part des parlementaires européens sur le développement démocratique de la Géorgie[66].
- 11 avril : Deux membres du Conseil municipal de Tbilissi, Vakhtang Chakarichvili et Djaba Djichkariani, quittent le RG en raison de leur désaccord sur la nomination du controversé Levan Mouroussidzé à la Cour suprême de Géorgie[67].
- 12 avril : Des dizaines de chauffeurs de taxi, rejoints par le Parti du Travail, manifestent sur les routes de Tbilissi contre les nouvelles réglementations des services de taxi qui entreront en rigueur en octobre 2019[68].
- 16 avril : 
  - Le Premier ministre Mamouka Bakhtadzé se rend en visite à Sofia et rencontre son homologue bulgare Boyko Borissov pour discuter du projet bilatéral de poser un câble à travers la mer Noire pour connecter les pays de la région à un Internet à haute vitesse[69].
  - Le Ministère des Affaires intérieures annonce un nouveau plan pour augmenter la sécurité des routes. Le plan inclut un doublement du nombre de caméras de sécurité sur les routes nationales[70].
  - Une délégation de huit membres de la Chambre des Représentants des États-Unis visite la Géorgie pour renouveler le soutien de Washington envers le gouvernement géorgien[71].
- 17 avril : 
  - Le gouvernement géorgien annonce le lancement d'un programme pour aider les étudiants dans les républiques séparatistes d'Abkhazie et d'Ossétie du Sud à se préparer aux examens d'entrée dans les universités géorgiennes[72].
  - Nikos Anastasiades, président de Chypre, se rend en visite en Géorgie dans ce qui constitue la première visite officielle d'un président chypriote en Géorgie. Avec la Présidente Zourabichvili, les deux signent de nombreux accords de coopération bilatérale[73].
- 18 avril : Guiorgui Koboulia, ministre de l'Économie, est limogé par le Premier ministre pour des désaccords philosophiques. Natia Tournava, son adjointe, est nommée comme nouvelle ministre[74].

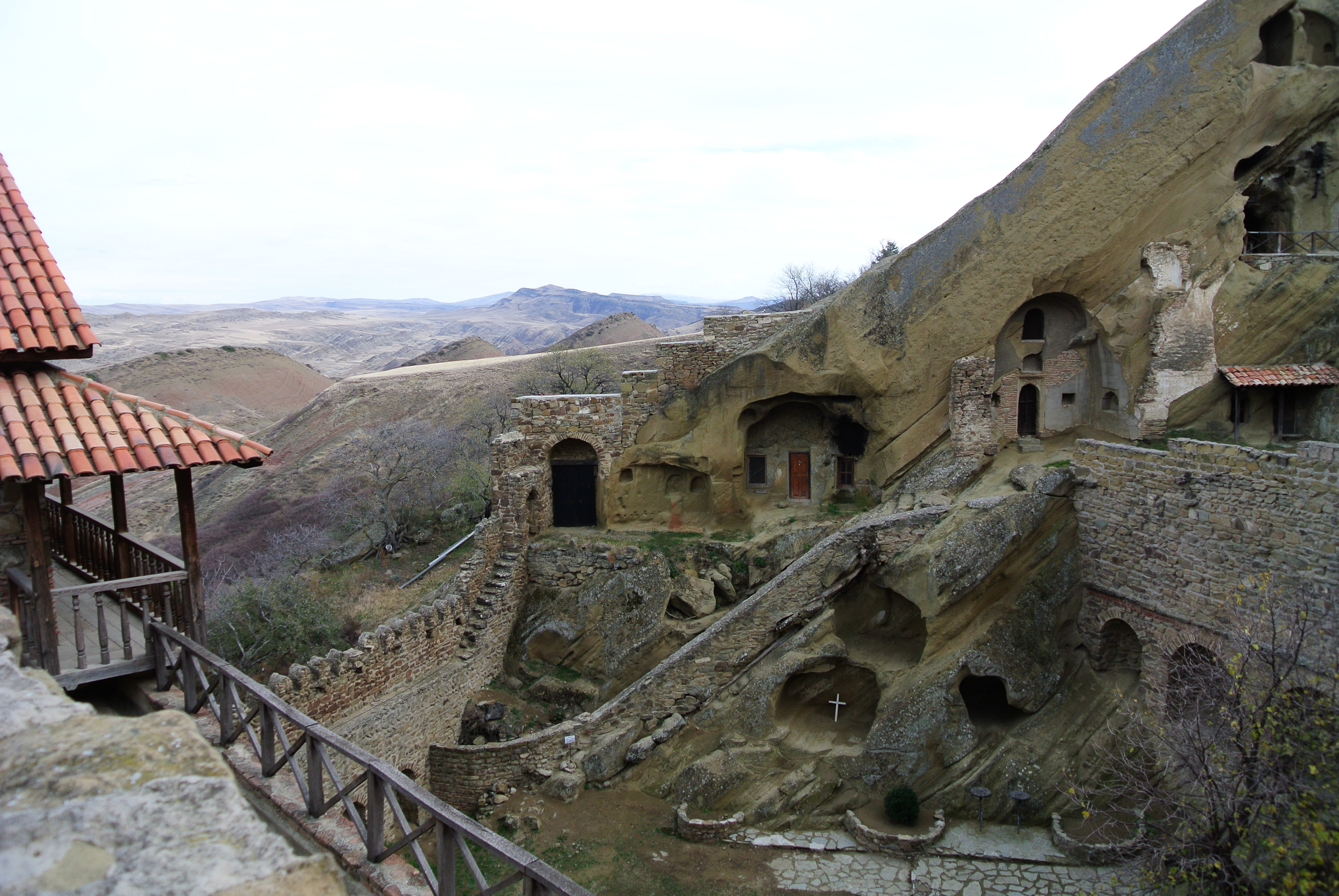
Le poste frontalier de David Garedja est fermé par les autorités azerbaïdjanaises pendant quatre jours en avril.

- 21 avril-25 avril : L'Azerbaïdjan ferme sa frontière avec la Géorgie dans la zone non délimitée du monastère de David Garedja, menant à la division du complexe monastique durant la semaine sainte. L'incident se déroule le lendemain de la visite de la Présidente Zourabichvili au lieu saint, après avoir déclaré le besoin de délimiter la frontière entre les deux pays. Bakou décide de rouvrir la frontière après quatre jours de protestations de la part de Tbilissi, menant à un nouveau cycle de négociations entre les deux pays voisins pour délimiter la frontière[75].
- 21 avril : 58 personnes sont blessées (dont 38 officiers policiers) lors d'émeutes dans la vallée de Pankissi. Les protestataires manifestent contre la construction d'une centrale hydro-électrique dans la région[76].
- 23 avril : Trois divisions de l'Armée russe s'engagent dans des exercices militaires dans la république séparatiste d'Abkhazie, recevant une opposition sévère de la part des autorités de Tbilissi[77].
- 24 avril : Le Secrétariat-Général du Conseil de l'Europe publie un rapport sur la situation des droits de l'Homme en Abkhazie et en Ossétie du Sud d'octobre 2018 à mars 2019, notant que la situation dans les deux territoires reste stable, mais que l'augmentation des activités militaires russes, le manque d'autorisation d'observateurs internationaux dans les républiques séparatistes, et la politique militaire russe de "frontiérisation" mettent en danger le sort des milliers de Géorgiens résidant hors des zones de contrôle de Tbilissi[78].
- 30 avril : Liliane Maury Pasquiet, Présidente de l'Assemblée parlementaire du Conseil de l'Europe, prononce un discours sur les progrès de la Géorgie devant le Parlement géorgien pour célébrer les 20 ans de la Géorgie au sein de l'APCE[79].

### Mai
- 1er mai : 
  - Le Parlement géorgien approuve la Loi sur les Cours de justice de Common Law, soutenue par la Présidente Salomé Zourabichvili et réformant le processus de nomination des juges selon les recommandations de la Commission de Venise. Une partie de l'opposition soutient un projet de loi suivant plus radicalement les recommandations européennes[80]. Levan Kokoberidzé, député du RG, quitte le parti majoritaire et devient sans étiquette à la suite de l'adoption de cette loi[81].
  - Le Conseil suprême en exil de la République autonome d'Abkhazie élit Rouslan Abachidzé, diplomate né à Gagra, comme nouveau chef du gouvernement de la République autonome. À ce titre, Abachidzé fait ensuite partie de la délégation géorgienne dans les Discussions internationales de Genève[82].
  - Le Conseil de Sécurité nationale, dirigé par le Premier ministre, se réunit pour la première fois et discute des relations entre le gouvernement central et la province musulmane de la Vallée de Pankissi. Guiorgui Gakharia, ministre des Affaires intérieures, est nommé secrétaire du CSN[83].
  - Le Comité de Politique monétaire de la Banque nationale de Géorgie décide de préserver le taux d'intérêt de la banque centrale à 6,5 %, un taux introduit en mars 2019[84].
- 2 mai : 
  - La Géorgie et l'Azerbaïdjan s'accordent pour renouveler leurs négociations visant à délimiter la frontière entre les deux pays[85].
  - Le Comité des Ministres du Conseil de l'Europe adopte une résolution soutenant l'intégrité territoriale de la Géorgie et la nécessité de préserver les droits des Géorgiens expulsés d'Abkhazie et d'Ossétie du Sud[86].
  - Le Premier ministre Mamouka Bakhtadzé annonce la création du Bureau de l'Ombudsman environmental pour conseiller le gouvernement géorgien sur sa politique écologique. David Morrison, citoyen américain, devient le premier ombudsman environmental[87].
- 3 mai : Le Parlement géorgien approuve un amendement au Code du Travail pour interdire le harcèlement sexuel[80].
- 5 mai : Des centaines de Géorgiens, menés par l'activiste nationaliste Davit Katsarava, manifestent à la frontière azerbaïdjanaise pour s'opposer  aux prétentions territoriales de Bakou sur une partie du complexe monastique de David Garedja[88].
- 6 mai : 130 représentants militaires d'Azerbaïdjan, Albanie, Bosnie-Herzégovine, Croatie, Finlande, Monténégro, Macédoine du Nord, Serbie, Suède et Ukraine participent au LOGDEV19, un exercice logistique organisé par l'armée des États-Unis dans la base militaire de Vaziani[89].
- 7 mai : Salomé Zourabichvili rencontre le président polonais Andrzej Duda à Varsovie durant sa première visite officielle en Pologne. La Pologne apporte une nouvelle fois son soutien à l'intégration de la Géorgie au sein de l'Union européenne et de l'OTAN[90].
- 9 mai : À l'occasion des commémorations de la Fête de la Victoire sur le Fascisme, des centaines de Géorgiens se réunissent au parc Vaké de Tbilissi. Tandis que les membres du gouvernements viennent porter leur respect à la tombe du Soldat inconnu, le « Régiment immortel », un groupe communiste soutenu par Moscou, manifeste dans le parc contre la politique pro-occidentale de Tbilissi, tandis qu'un autre groupe manifeste contre la Russie.
- 10 mai : Les ministres des Affaires intérieures de Géorgie (Giorgi Gakharia) et de France (Christophe Castaner) annoncent un partenariat pour lutter contre le crime organisé des Géorgiens en France[91].
- 15 mai : Le président letton Raimonds Vējonis affirme une nouvelle fois son soutien envers l'intégrité territoriale et l'accession de la Géorgie aux organismes de l'Union européenne lors de la visite officielle de Salomé Zourabichvili à Riga[92].
- 17 mai : 
  - Des milliers de prêtres et de personnalités orthodoxes participent à une marche sur l'avenue Roustaveli de Tbilissi pour commémorer le « Jour de la Pureté familiale », une journée adoptée par l’Église orthodoxe géorgienne en 2014 pour contrer la Journée internationale contre l'homophobie[93].
  - La présidente Salomé Zourabichvili rencontre la présidente estonienne Kersti Kalujaid durant sa visite à Tallinn, où cette dernière répète le soutien ferme de l'Estonie envers la Géorgie, et face à la Russie[94].
- 19 mai : Le parti du Rêve géorgien, au pouvoir depuis 2012, remporte les élections municipales, notamment les mairies de Zougdidi, Marneouli, Zestaponi, Tchiatoura et Khoulo et les conseils municipaux de Sagaredjo, Akhmeta, Adigueni, Zestaponi, Tchiatoura, Tkibouli, Tskaltoubo et Ozourgueti. L'opposition ne remporte aucune élection[95].
- 20 mai : 
  - Salomé Zourabichvili rencontre le nouveau président d'Ukraine Volodymyr Zelensky à Kiev lors de son inauguration. Elle rencontre également le secrétaire à l'Énergie américain Rick Perry afin de négocier une augmentation de l'importation de gaz naturel liquéfié[96].
  - Levan Izoria, ministre de la Défense, annonce durant sa visite aux États-Unis que Washington et la Géorgie vont signer un nouvel accord de défense en octobre 2019[97].
- 22 mai : Le président séparatiste d'Abkhazie répond aux manifestants de la capitale et décale les élections présidentielles du 21 juillet au 25 août, à la suite de l'empoisonnement d'Aslan Bjania, chef de l'opposition[98].
- 24 mai : Wang Yi, ministre des Affaires étrangères de Chine, se rend en visite en Géorgie et rencontre la présidente Salome Zourabichvili, ainsi que son homologue Davit Zalkaliani, afin d'étudier le potentiel pour des investissements chinois dans l'infrastructure géorgienne[99].
- 26 mai : Jour de l'Indépendance : La Géorgie marque ses 101 ans depuis la déclaration d'indépendance de 1918. Près de 450 cadets prêtent serment alors que le ministre turc de la Défense, Houlousi Akar, visite le pays[100].
- 27 mai : Eka Besselia, députée au Parlement géorgien et sans étiquette depuis son départ du « Rêve géorgien », annonce la formation d'un nouveau parti politique, « Pour la Justice », avec deux de ses collègues, Zviad Kvantchatiradzé et Guedevan Popkhadzé[101].
- 28 mai : 
  - Des centaines de manifestants, sous la direction de l'activiste nationaliste Davit Katsarava, protestent au monastère de David Garedja, lieu saint de l'Église orthodoxe géorgienne et au cœur d'un conflit frontalier entre la Géorgie et l'Azerbaïdjan, afin de demander que le gouvernement géorgien fasse face à la crise de façon agressive[102].
  - Volodymyr Zelensky, nouveau président ukrainien, restaure la citoyenneté ukrainienne à Mikheïl Saakachvili, le troisième président de Géorgie, qui avait été déporté d'Ukraine en 2018[103].
  - Les 2 500 employés de l'entreprise Georgian Manganese, en grève depuis le 16 mai, obtiennent un accord avec la direction de la compagnie, grâce à la médiation du gouvernement. Les employés vont recevoir une augmentation de 25 % à partir de juillet, suivie d'une seconde augmentation de 10 % l'année suivante, tandis que la compagnie s'engage à se plier à de nouveaux standards de santé et de sécurité pour ses employés[104].

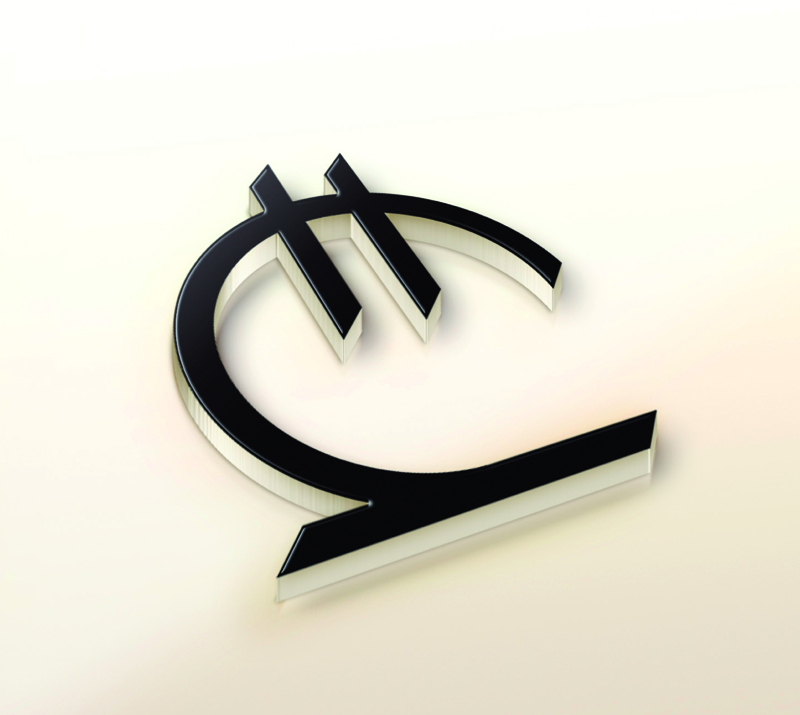
Chute de la valeur du lari chute en mai, précurseur de la chute de juillet.

- 29 mai : Le lari tombe à sa valeur la plus basse (2,799 7 GEL pour 1 dollar), à la suite de plusieurs mois de crise financière en Turquie et de mois d'augmentation de la valeur du dollar[105].
- 30 mai : 
  - Guiorgui Ermakov (ancien maire de Batoumi), Bagrat Manvelidzé (ministre adjoint de l'Éducation, la Culture et le Sport de l'Adjarie), Artchil Vanadzé (ministre adjoint de la Finance et de l'Économie d'Adjarie), Tenguiz Petridzé (adjoint au maire de Batoumi) et trois fonctionnaires de la mairie de Batoumi sont arrêtés pour corruption.
  - Grigol Kakaouridzé, chef de l'Agence de la Supervision technique et de la Construction, est licencié par le ministère de l'Économie à la suite de la révélation qu'il aurait accordé un permis de construction pour un port à Poti à une compagnie obscure sans l'autorisation du gouvernement. Ce permis aurait été attribué pour contrecarrer le projet du port d'Anaklia, projet financé par TBC Bank. Natia Tournava, ministre de l'Économie, annule le permis[106].
- 31 mai : Davit Kirvalidzé, un des dirigeants du parti d'opposition MNU, accusé de violence contre des officiers de police lors de l'inauguration de Salomé Zourabichvili, sort de prison[107].

### Juin
- 3 juin : 
  - Unity Dow, ministre des Affaires étrangères du Botswana, se rend en visite en Géorgie pour approfondir les relations économiques entre les deux pays[108].
  - Après sept mois de délibérations, la Cour d'Appel de Géorgie augmente à 11 ans et 3 mois les peines de deux mineurs coupables du meurtre de deux autres adolescents lors des meurtres de la rue Khorava[109].
- 4 juin : L'Assemblée générale des Nations unies approuve la résolution géorgienne sur les droits des déplacés internes d'Abkhazie et d'Ossétie du Sud et de leurs descendants. 79 pays votent en faveur, 15 contre et 57 s'abstiennent, dont l'Arménie[110].
- 5 juin : Le Foreign Office du Royaume-Uni publie un rapport sur les Droits de l'Homme, soulignant la dégradation des droits des résidents des régions séparatistes géorgiennes d'Abkhazie et d'Ossétie du Sud[111].
- 6 juin : Le gouvernement séparatiste d'Ossétie du Sud ferme tout point de passage avec la Géorgie propre pendant trois jours, en préparation de ses élections législatives[112].
- 9 juin : Vladimer Kakhadzé, candidat du parti Rêve géorgien et soutenu par le gouvernement, remporte son élection de représentant de la circonscription du quartier de Mtatsminda (Tbilissi) au Parlement géorgien avec 62 % des voix[113].
- 10 juin : La présidente Salomé Zourabichvili prononce un discours au centenaire de l'Organisation internationale du Travail à Genève, où elle souligne les progrès de la Géorgie dans le domaine des droits des travailleurs[114].

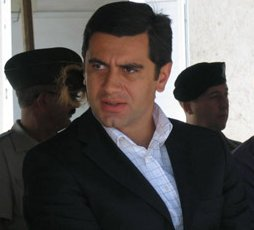
Irakli Okrouachvili, ancien ministre de la Défense, forme un parti d'opposition en juin.

- 11 juin : L'ancien ministre de la Défense Irakli Okrouachvili annonce la formation d'un nouveau parti politique, « Géorgie victorieuse »[115], avec d'anciens membres du gouvernement de Mikheil Saakachvili, afin d'unifier « des gens très en colère ».
- 12 juin : 
  - Les autorités séparatistes d'Ossétie du Sud publient les résultats des élections législatives[116]. « Ossétie unie », le parti du président séparatiste Anatoli Bibilov, perd cinq sièges mais préserve sa majorité.
  - Pour célébrer les dix ans[117] de la Commission du partenariat États-Unis-Géorgie, le Premier ministre Mamouka Bakhtadze rencontre à la Maison-Blanche Mike Pompeo, secrétaire d'État américain et signe avec lui une déclaration pour réaffirmer le partenariat stratégique entre Tbilissi et Washington.
  - Londa Toloraïa est approuvée par le Parlement comme la première cheffe du nouveau Service d'inspecteur d'État, agence chargée d'enquêter sur les accusations faites contre la police. L'opposition parlementaire critique la nomination de Toloraïa, en raison de ses liens avec le Ministère des Affaires intérieures et avec le Procurer d'État.
  - Les ministres de la Défense de Géorgie, d'Azerbaïdjan et de Turquie se rencontrent en Azerbaïdjan pour augmenter la coopération militaire trilatérale[118].
- 13 juin : Plus de vingt partis de l'opposition présentent 200 000 signatures[119] en faveur d'un changement constitutionnel afin d'avancer à 2020 la transformation du système parlementaire géorgien en un système de représentation proportionnelle. Actuellement, la Géorgie est une république parlementaire au système semi-proportionnel et le passage à un système proportionnelle est prévu pour 2024. Cette pétition enclenche un processus ouvrant la proposition à des discussions publiques et à un vote futur au Parlement.
- 14 juin : L'envoyé spécial géorgien Zourab Abachidzé rencontre le vice-ministre des Affaires étrangères de Russie[120], Grigory Karassïn, pour discuter des relations économiques entre les deux pays. Le représentant russe marque son opposition à l'intégration de la Géorgie dans l'OTAN, tandis qu'Abachidzé souligne le nombre de violations du droit international par les troupes russes en Abkhazie et en Ossétie du Sud.
- 15 juin : 
  - L'Alliance des Patriotes, parti politique d'extrême-droite avec sept représentants au Parlement, organise une large manifestation sur la Place de la Liberté pour critiquer la position du gouvernement actuel sur les problèmes frontaliers avec l'Azerbaïdjan, notamment autour du monastère de David Garedja[121].
  - Des manifestants demandant la permission d'organiser la marche des fiertés Tbilisi Pride manifestent devant la Chancellerie géorgienne à la suite des déclarations de l'Église orthodoxe s'opposant au déroulement de cet évènement. Neuf contestataires radicaux, s'opposant aux revendications des manifestants, sont arrêtés par les autorités[122].
- 16 juin : Levan Vassadzé, homme d'affaires russo-géorgien, annonce la formation d'une « légion » armée pour contrer les activistes LGBT de Tbilissi. Le ministère des Affaires intérieures lance une enquête sur Vassadzé[123].
- 17 juin : Irakli Kobakhidze, président du Parlement, entame une visite de deux jours en Bulgarie pour étudier la possibilité de l'installation d'un câble électrique pour relier les deux rives de la Mer Noire[124].
- 18 juin : Davit Sergueenko, ministre des Déplacés internes des Territoires occupés, du Travail, de la Santé et des Affaires sociales, démissionne[125] pour devenir conseiller au Premier ministre. Mamouka Bakhtadze, Premier ministre, nomme Ekaterine Tikaradzé, directrice de clinique, pour le remplacer.

- 20 juin : 

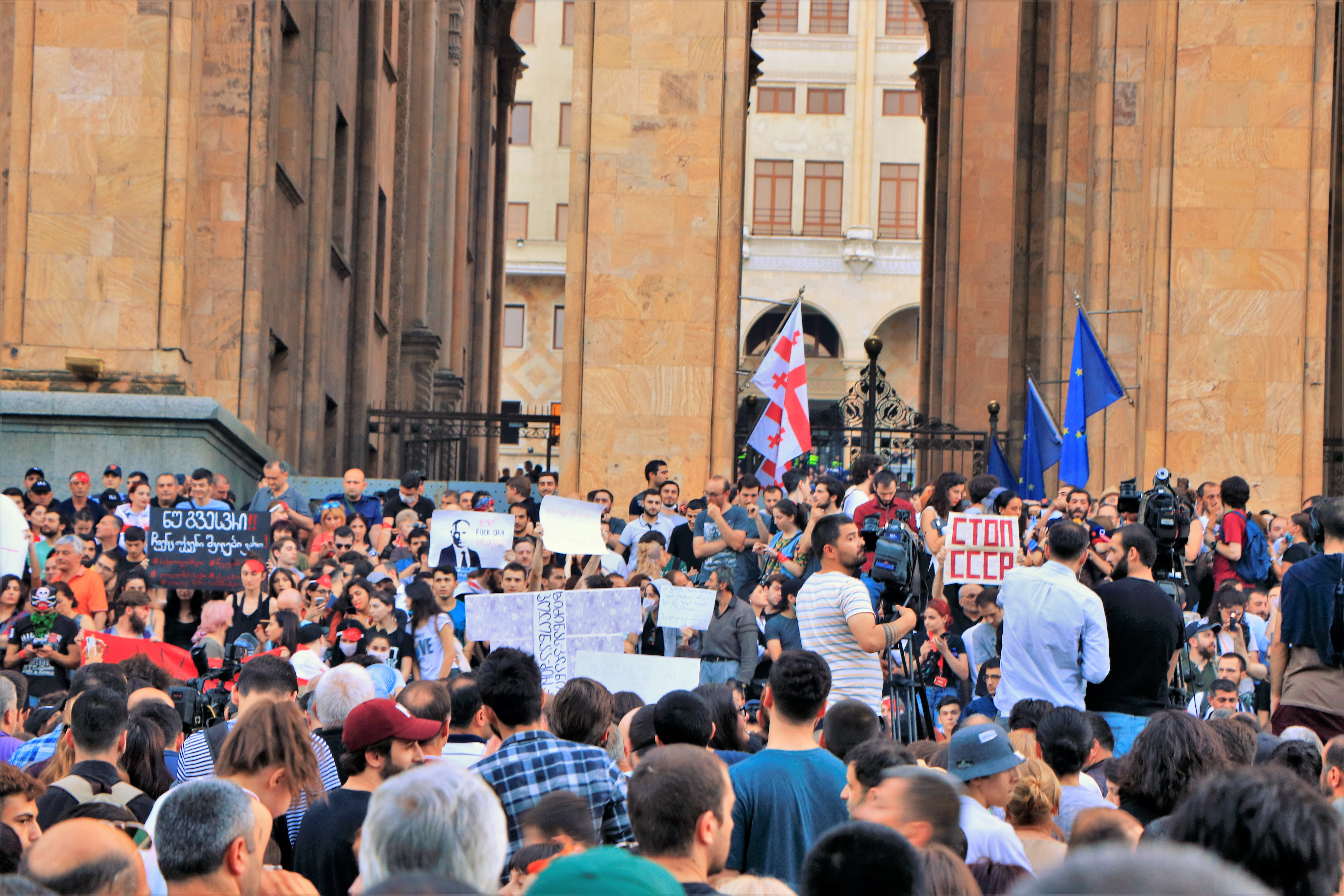
De larges manifestations anti-gouvernementales prennent contrôle de l'Avenue Roustavi à Tbilissi depuis le 20 juin.

  - De larges manifestations occupent l'avenue Roustaveli à la suite du scandale de la présence du député communiste russe Sergueï Gavrilov en tant que président de l'Assemblée parlementaire des pays orthodoxes, qui a tenu session au Parlement géorgien. L'opposition réclame la démission du président du Parlement, Irakli Kobakhidze[126].
  - Gouram Palavandichvili, l'un des chefs du mouvement anti-LGBT contestataire de Tbilissi, est arrêté par la police. Pendant ce temps, l'Église orthodoxe de Géorgie prend ses distances vis à vis des commentaires homophobes de certains membres de son clergé[127],[128].
- 21 juin : À la suite des manifestations devant le Parlement géorgien, où 240 personnes sont blessées, le Président du Parlement, Irakli Kobakhidzé, démissionne. D'autres manifestations sont prévues pour la soirée[129].
- 24 juin : 
  - Après quatre jours de protestations, Bidzina Ivanichvili, président du parti au pouvoir (le « Rêve géorgien »), annonce être prêt à accorder l'une des demandes des manifestants : la transition à un système électoral proportionnel sans barrières[130].
  - Le Bureau du Procureur entame une enquête sur les excès de violence de la part de certains policiers, accusés d'avoir tiré sur le foule avec des munitions en plastique lors des manifestations du 20 juin[131].
- 25 juin : Le Parlement géorgien élit Artchil Talakvadzé, chef de la faction parlementaire du parti majoritaire « Rêve géorgien », comme président du Parlement. Les partis d'opposition boycottent le vote[132].
- 26 juin : 
  - Le Parlement vote le retrait de l'immunité parlementaire au député Nika Melia (MNU), accusé par le Bureau du Procureur d'être responsable d'avoir incité à la violence des manifestants lors de la manifestation du 20 juin[133].
  - La Géorgie, l'Estonie, la Lettonie, la Lituanie, la Pologne, la Slovaquie et l'Ukraine dénoncent ensemble le retour de la Russie au sein de l'Assemblée parlementaire du Conseil de l'Europe[134].
- 27 juin : 
  - Le Tribunal municipal de Tbilissi refuse de mettre en détention le député Nika Melia (MNU) et le libère sous caution de GEL 30 000. Le Bureau du Procureur de Géorgie l'accuse d'être un des partis responsables des violences lors de la manifestation du 20 juin[135].
  - Mamouka Bakhtadzé, Premier ministre, annule son discours annuel devant le Parlement, citant le désordre politique lié à la tenue de manifestations quotidiennes à Tbilissi[136].
  - Levan Izoria, ministre de la Défense, rencontre ses homologues de l'OTAN pour encourager l'augmentation de la présence militaire navale occidentale dans la Mer Noire[137].
  - Pour le 8e jour consécutif des manifestations anti-gouvernementales, les protestataires se présentent devant la résidence de Bidzina Ivanichvili, président du parti au pouvoir, pour réclamer la démission du ministre des Affaires intérieures, Guiorgui Gakharia. Ce dernier assume la responsabilité des événements du 20 juin lors d'une conférence de presse, tout en demandant à l'opposition d'accepter ses demandes de négociations[138].
  - Les autorités séparatistes d'Abkhazie ferment la frontière administrative entre la Géorgie propre et la république séparatiste, citant les manifestations anti-russes dans la ville frontalière de Zougdidi comme un « danger » pour l'indépendance abkhaze[139].
- 22 juillet : Zviad Chalamberidzé est nommé Gouverneur de l'Iméréthie. Celui-ci occupe le poste par intérim depuis la démission de son prédécesseur en mai dernier[140].

### Juillet
- 1er juillet : 
  - Le parti au pouvoir (« Rêve géorgien ») présente officiellement une proposition d'amendement de la constitution, qui mettrait en place un système électoral entièrement proportionnel dès 2020 et autoriserait tout parti politique franchissant 0,67 % lors des prochaines élections législatives à envoyer au moins un député au parlement[141].
  - Mamouka Bakhtadze, Premier Ministre, rencontre son homologue chinois à Dalian. Li Keqiang annonce que la Chine est prête à investir sérieusement en Géorgie dans le contexte de la nouvelle route de la soie[142].
- 3 juillet : 
  - Le gouvernement géorgien annonce un délai au lancement du Bureau de l'inspecteur d'État, agence gouvernemental devant enquêter sur les abus de pouvoir de la police, et citant comme cause un manque de financement[143].
  - L'ONG Amnesty International publie un rapport détaillant la dégradation des conditions de vie des habitants à la suite de la politique de la Russie de séparation des communautés vivant dans les zones de conflit[144].
  - Le 48e tour des Discussions internationales de Genève, organisé par l'OSCE pour résoudre les conflits séparatistes de la Géorgie, se déroule entre les représentants de Tbilissi, Moscou, Sokhoumi et Tskhinvali. Les représentants ne parviennent pas à avancer vers la résolution des conflits, tandis que les autorités séparatistes et les représentants de Moscou quittent les négociations durant la partie humanitaire[145].
- 4 juillet : 
  - Le Conseil de l'Europe annonce que la Géorgie a, depuis 2016, adopté avec succès cinq des seize recommandations faites par Strasbourg pour combattre la corruption dans le système judiciaire. Le Conseil annonce aussi que huit des autres recommandations sont en progrès[146].
  - Le Bureau du Procureur accuse les manifestants du 20 juin d'avoir tenté de renverser le gouvernement par la force[147]. Le Ministère des Affaires intérieures arrête quatre participants aux manifestations du 20 juin, les accusant de violences contre la police[148].
- 6 juillet : Les manifestations anti-gouvernementales continuent à Tbilissi pour le 17e jour consécutif. Les manifestants se rendent, de leur base devant le bâtiment du Parlement jusqu'à la maison du président du Rêve géorgien, Bidzina Ivanichvili[149].
- 7 juillet : Guiorgui Gabounia, présentateur de la chaîne de télévision Rustavi 2, provoque un scandale en récitant un monologue insultant Vladimir Poutine lors de son émission en direct. Le Kremlin condamne l'événement, ainsi que la Présidente Salomé Zourabichvili et le Premier Ministre Mamouka Bakhtadzé. Une manifestation devant les bureaux de Rustavi 2 demande la démission de Gabounia, tandis que la chaîne quitte les ondes temporairement[150].

- 8 juillet :

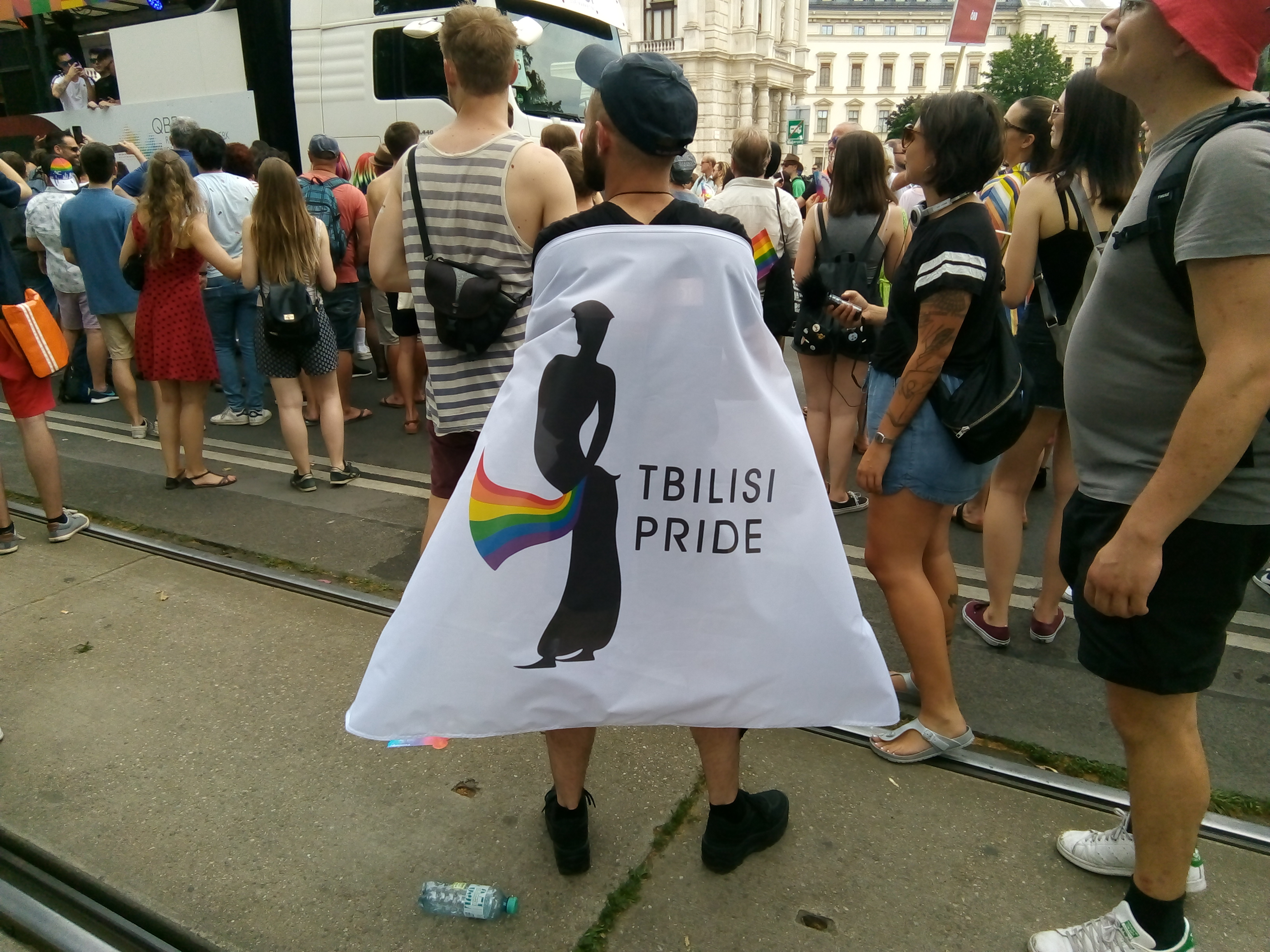
Tbilisi Pride est annulé le 8 juillet à cause des larges manifestations anti-gouvernementales de Tbilissi.

  - Tbilisi Pride, la marche pour promouvoir les droits de la communauté LGBT en Géorgie, planifiée pour ce jour, est annulée par les organisateurs pour des raisons de sécurité. Toutefois, une manifestation spontanée pro-LGBT se déroule devant le Ministère des Affaires intérieures, tandis que des centaines de protestataires d'extrême-droite, menés par le chef conservateur Levan Vassadzé, occupent l'avenue Roustaveli.
  - Des centaines de manifestants demandant la démission du ministre des Affaires intérieures se réunissent sur l'avenue Roustaveli, formant ainsi la troisième faction manifestant dans les rues de Tbilissi[151].
  - Guiorgui Tsereteli, député d'opposition, est élu pour un mandat de deux ans comme président de l'Assemblée parlementaire de l'OSCE. Tsereteli occupe la position par intérim depuis novembre 2017[152].
  - Guiorgui Gabounia, présentateur de télévision responsable d'un scandale international la veille, est suspendu de son poste pour deux mois.
- 9 juillet : 
  - Mamouka Khazaradzé, millionnaire, fondateur et ancien président de TBC Bank, annonce son plan de former un « mouvement public » (préalable légal à la formation d'un parti politique) en septembre pour s'opposer au gouvernement du RG[153].
  - La Douma de Russie adopte une résolution à l'unanimité pour instaurer des sanctions économiques contre la Géorgie, notamment dans le secteur du vin et de l'eau minérale[154]. La décision est toutefois rejetée par Vladimir Poutine. La Présidente Zourabichvili appelle au retour au calme face aux multiples protestations à Tbilissi et demande aux autorités russes de ne pas répondre négativement aux commentaires insultants envers Vladimir Poutine de la chaîne télévisée Rustavi 2 et de ne pas interférer dans les affaires intérieures de la Géorgie[155].
  - À la suite des commentaires de Vladimir Poutine insinuant une invasion géorgienne de l'Abkhazie en 1918 et un génocide contre le peuple ossète par Tbilissi en 1919-1920, les autorités géorgiennes répondent en qualifiant ces commentaires de « représentation fausse et limitée des faits historiques »[156].
- 10 juillet : 
  - Tamar Mearakichvili, journaliste géorgienne et activiste des droits de l'Homme dans la république séparatiste d'Ossétie du Sud, gagne son cas procès contre le gouvernement séparatiste, qui l'accusait de diffamation envers les autorités de Tskhinvali[157].
  - Lors de la seizième Conférence internationale de Batoumi, où sont présents des centaines de délégués européens (dont Donald Tusk) pour célébrer les dix ans du Partenariat occidental, la Présidente Zourabichvili annonce une nouvelle initiative d'intégration ad hoc au sein de l'Union européenne, consistant à se conformer à 35 chapitres de négociations d'accession au sein de l'UE et cela avant la candidature formelle de la Géorgie à l'accession à l'Union[158].
- 14 juillet : Une légère altercation se déroule au monastère de David Garedja entre gardes-frontières azerbaïdjanais et géorgiens à la suite d'un malentendu. Les soldats azerbaïdjanais retirent les icônes de l'église d'Oudabno, dans la zone frontalière non-délimitée entre les deux pays, et les donnent aux troupes géorgiennes. Selon Bakou, cet épisode se déroule pour protéger les icônes contre la pluie[159].
- 15 juillet : 
  - Un citoyen arménien en possession de Thorium (une substance radioactive) est arrêté à la frontière arméno-géorgienne[160].
  - La Géorgie remporte l'une des quatre places pour accueillir la compétition de l'EuroBasket 2021, le championnat d'Europe de basket-ball, à la suite de la campagne géorgienne menée par la Présidente Salomé Zourabichvili à Munich.
  - Un policier est arrêté pour abus de pouvoir lors des manifestations du 20 juin. Quatre manifestants sont également arrêtés pour avoir participé à des violences en réunion contre les autorités[161].
- 16 juillet : Un second policier est arrêté pour abus de pouvoir lors des manifestations du 20 juin[162].
- 17 juillet : Trois citoyens sont arrêtés pour avoir contribué aux violences contre les officiers de police lors des manifestations du 20 juin[163]. Le ministre des Affaires intérieures, Guiorgui Gakharia, est convoqué par le Bureau du Procureur dans le cadre de l'enquête sur les violences de la nuit du 20 au 21 juin[164]. Bidzina Ivanichvili, président du RG, réitère son soutien envers Gakharia[165].

- 18 juillet :

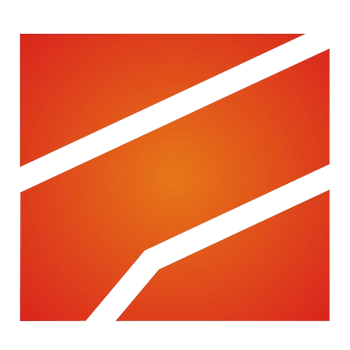
La décision de la CEDH du 18 juillet change la direction de la chaîne de télévision d'opposition Roustavi 2.

  - 6 000 troupes russes sont déployés en Ossétie du Sud pour un entraînement militaire d'assaut[166].
  - La Cour européenne des Droits de l'Homme approuve la décision de 2017 de la Cour suprême de Géorgie donnant à Kibar Khalvachi la propriété de la chaîne de télévision Rustavi 2 et retirant les titres de la chaîne à ses propriétaires précédents[167]. Khalvachi était propriétaire avant d'avoir vendu la compagnie sous pression du gouvernement de Mikheil Saakachvili. Khalvachi limoge immédiatement le directeur-général de la compagnie, Nika Gvaramia, et le remplace par son avocat personnel, Paata Salia[168].
  - La CEDH ordonne au gouvernement géorgien de payer 50 000 euros à la mère de Zourab Vazagachvili, tué lors d'un abus de pouvoir de la police lors d'une opération en 2006[169].
  - Les représentants de Tbilissi et des autorités séparatistes d'Ossétie du Sud se réunissent pour la 94e Rencontre pour les Mécanismes de prévention et d'intervention en cas d'incident[170].
- 24 juillet : 
  - Le Bureau du procureur inculpe Mamouka Khazaradzé et Badri Djaparidzé, fondateurs et présidents de TBC Bank, ainsi que principaux investisseurs soutenant le projet du Port d'Anaklia sur la Mer Noire, de blanchiment d'argent[171]. Le gouvernement américain, qui supporte la construction du port, annonce suivre attentivement le cas légal[172], tandis que dix-sept ONG géorgiennes déclarent que des motivations politiques seraient derrière la détention des deux hommes d'affaires[173].
  - Le gouvernement géorgien lance un programme de subvention des frais de voyage pour les touristes russes venant via l'aéroport d'Erevan. Le programme accorde 600 000 euros de subventions, avec jusqu'à 90 euros par personne subventionnée. Ce programme est en réponse aux sanctions de Moscou, qui interdisent les vols directs de la Russie vers la Géorgie. L'opposition géorgienne critique le nouveau programme[174].
- 25 juillet : Irakli Okrouachvili, ancien ministre controversé de la Défense et président du parti d'opposition Géorgie victorieuse, est détenu par le Ministère des Affaires intérieures pour son implication dans les événements du 20 juin 2019, durant lesquels de nombreux membres de l'opposition, lors d'une manifestation, ont essayé de pénétrer par la force au sein du parlement géorgien[175].
- 26 juillet : deux hommes sont arrêtés pour actes de violence lors des manifestations du 20 juin[176].

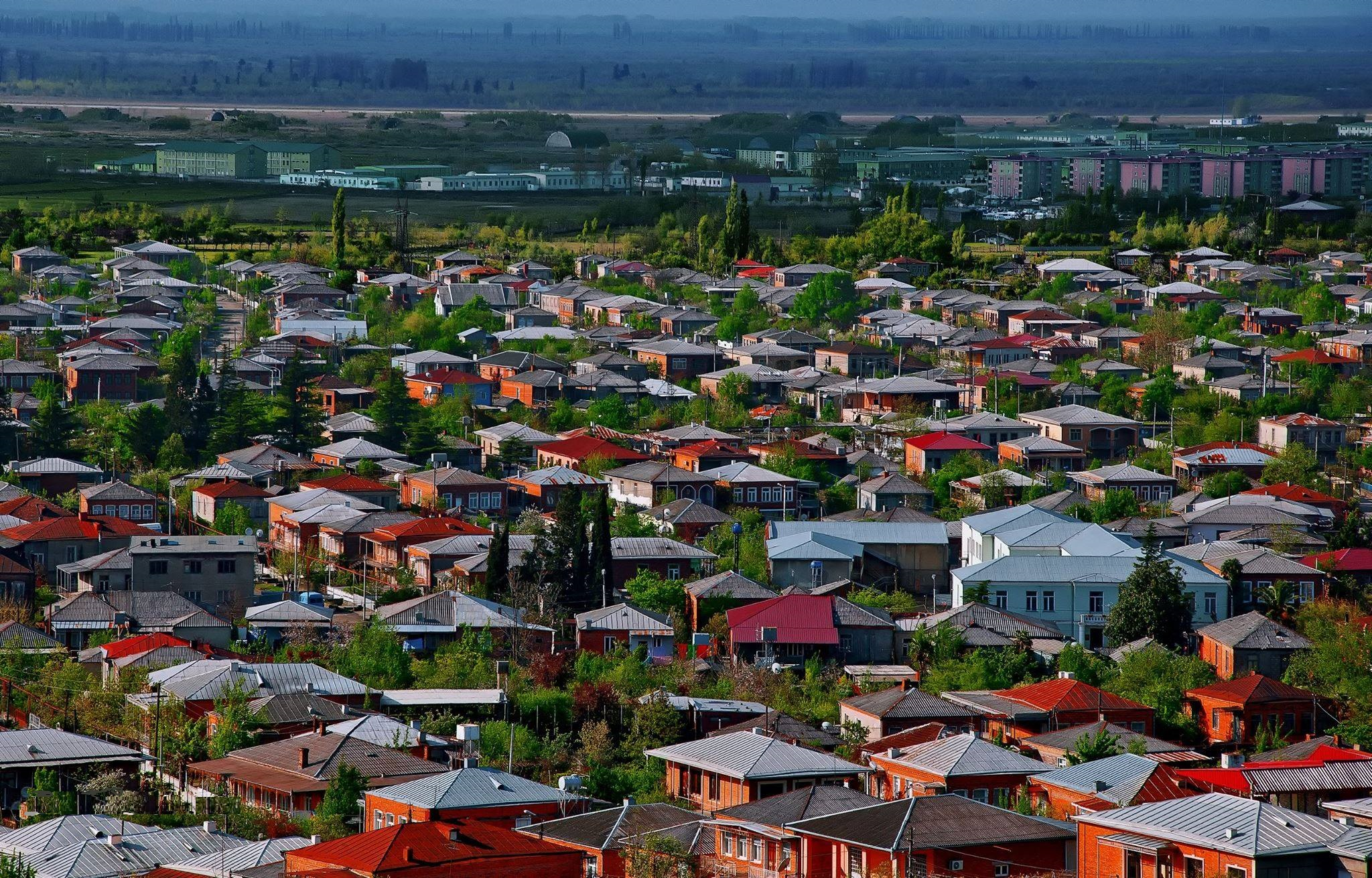
L'OTAN organise les exercices militaires Agile Spirit sur la base militaire de Senaki.

- 27 juillet : lancement des exercices militaires Agile Spirit avec 3 300 hommes armés. Cet entraînement  est sponsorisé par l'OTAN et implique quatorze pays alliés. Les exercices se déroulent dans la base militaire de Senaki[177].
- 31 juillet : 
  - La Banque nationale de Géorgie annonce la vente de 40 million USD afin de sécuriser le lari durant la crise financière en cours. Le lari a atteint ce jour son plus bas niveau historique, 10 000 dollar valant 29 507 lari. La BNG annonce aussi être prête à mettre en œuvre des mesures contre l'inflation si la situation de crise perdure[178].
  - Kakhaber Kemoklidzé est nommé par le Premier ministre comme Chef de cabinet du Conseil de Sécurité nationale. Kemoklidzé travaillait auparavant dans le Département d'Information et d'Analyse du Service de Sécurité d'Etat[179].
  - Le parlement d'Ossétie du Sud demande à Moscou de déclarer reconnaître un génocide commis par les forces géorgiennes contre les révolutionnaires bolcheviques ossètes en 1920[180].

### Août
- 1er août : Le lari cesse sa dévaluation après l'intervention de la Banque nationale, augmentant sa valeur contre le dollar jusqu'à 29 296 lari. Le cours du lari se situait à 26 752 lari en janvier[181].

- 2 août : 

L'OACI reconnait l'Abkhazie comme faisant partie de l’espace aérien de la Géorgie.

  - L'Organisation de l'aviation civile internationale reconnait l'Abkhazie comme faisant partie de l'espace aérien de la Géorgie, donnant ainsi à Tbilissi le pouvoir de réglementer l'aviation civile dans sa république séparatiste. Cette déclaration survient quelques jours après que les autorités de Sokhoumi annoncent un plan d'ouvrir l'aéroport de Sokhoumi aux vols internationaux[182].
  - La Banque de développement asiatique approuve un prêt de 415 millions de dollars américains au gouvernement géorgien pour la construction d'une autoroute de 23 kilomètres connectant l'Autoroute militaire transcaucasienne, la seule route en fonction entre la Russie et la Géorgie[183].
  - Thea Katoukia, rédactrice de journal diplomatique français, est nommée ambassadrice de Géorgie en France et à Monaco et représentante de la Géorgie à l'UNESCO. Lacha Jvania, ancien chef du cabinet de la Présidence, est nommé ambassadeur en Israël, position qu'il a déjà occupée en 2004-2008.
- 5 août : Le groupe Anaklia Development Consortium, chargé de développer l'ambitieux port d'Anaklia et en pleine controverse à la suite de la démission de ses présidents qui étaient des représentants de TBC Bank, annonce la nomination de l'Américain R. Michael Cowgill comme nouveau Président du Conseil d'administration[184].
- 6 août : 
  - Oleg Chiran, agent du FSB russe, est nommé comme nouveau chef du Comité de Sécurité de l'Ossétie du Sud par les autorités séparatistes[185].
  - Raoul Khadjimba, président de la république séparatiste d'Abkhazie, rencontre Vladimir Poutine à Sotchi. Les deux discutent du haut niveau des relations entre Sokhoumi et Moscou, et promettent d'approfondir les relations bilatérales. De nombreux experts commentent que cette rencontre se fait dans le cadre des élections présidentielles abkhazes du 25 août, afin d'augmenter les chances du pro-Moscou Khadjimba de gagner[186].

- 8 août : 

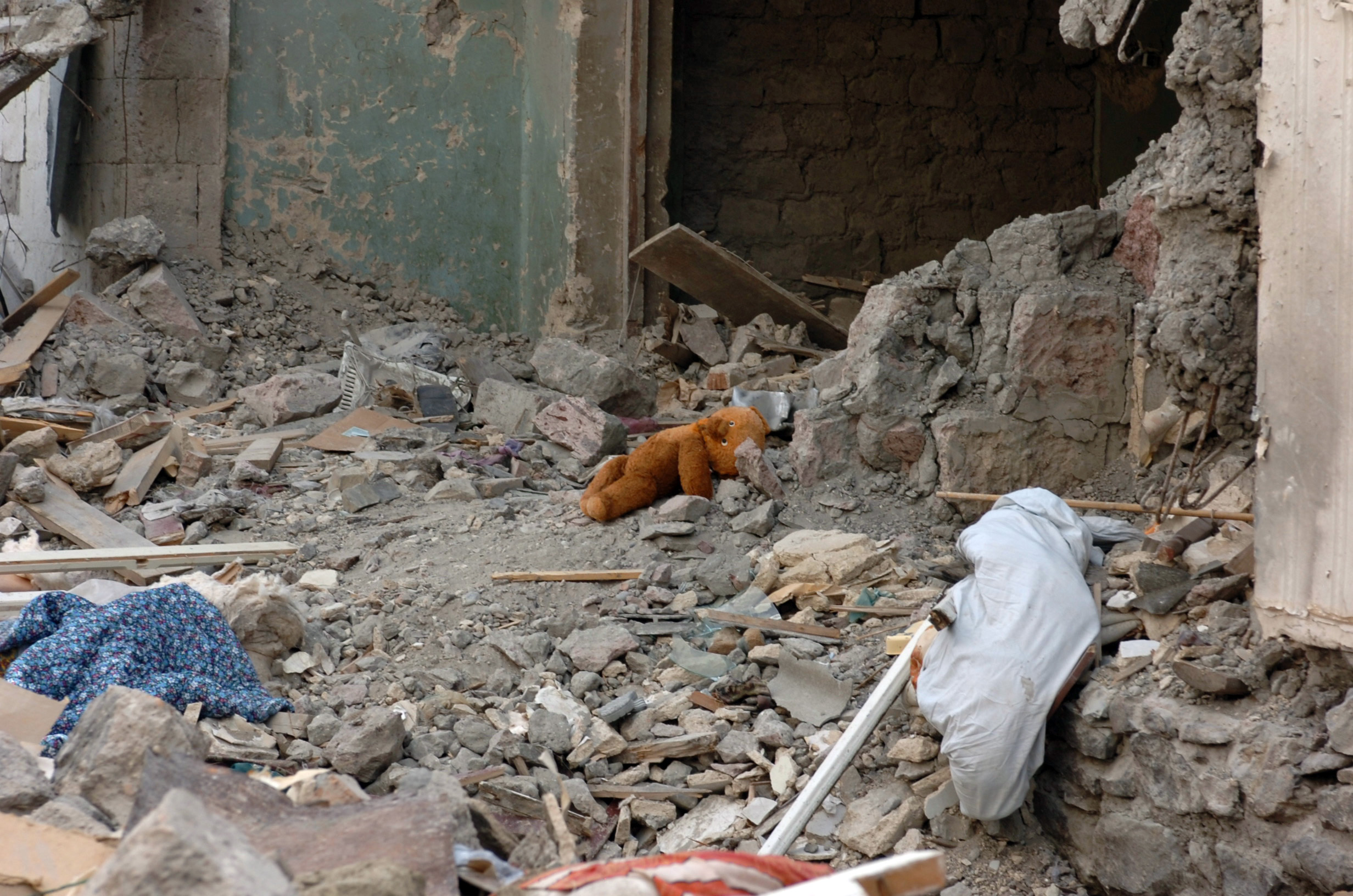
2019 marque 11 ans depuis la guerre russo-géorgienne.

  - 11 ans après la Deuxième guerre d'Ossétie du Sud, les dirigeants géorgiens commémorent la perte du contrôle sur les républiques séparatistes d'Abkhazie et d'Ossétie du Sud lors d'une guerre de cinq jours contre la Russie. L'Union européenne, les États-Unis et de nombreux partenaires de la Géorgie apportent leur soutien envers la Géorgie, tout en demandant que Moscou retire ses troupes des frontières géorgiennes.
  - L'Armée russe érige des fils barbelés au village de Gougoutiantkari, au sein de la Municipalité de Gori, à la frontière administrative avec l'Ossétie du Sud. À la suite de protestations de Tbilissi, les troupes russes arrêtent leur avancée[187].
- 9 août : Le Bureau du Procureur général inculpe Nika Gvaramia, ancien directeur-général de la chaîne télévisée d'opposition Roustavi 2, d'abus de pouvoir. L'accusation porte sur un contrat de publicité datant de 2015 offert à une compagnie proche de Gvaramia et en dette de 7,3 millions de laris. 14 organisations non-gouvernementales accusent le gouvernement d'utiliser son pouvoir pour s'attaquer à un opposant politique[188].
- 12 août : Kibar Khalvachi, nouveau propriétaire de la chaîne télévisée d'opposition Roustavi 2 à la suite d'une récente décision de Strasbourg, annonce qu'à la suite d'une dette de 70 millions de laris héritée de la précédente administration, il met la chaîne en vente. D'après le directeur-général de la chaîne, celle-ci sera vendue au plus offrant, à l'exception de l'ancien président Mikheïl Saakachvili[189]. Une semaine plus tard, Khalvachi abandonne son plan de vente car il ne trouve pas d'acheteur.
- 13 août : La chaîne de télévision TV Pirveli est piratée, menant à l'interruption de son programme pendant une journée et à la perte totale de ses archives[190].
- 14 août : Le Ministère de la Finance offre à trois chaînes de télévision (Roustavi 2, Imedi et Maestro) l'opportunité de collaborer avec les autorités pour payer leurs dettes d'impôts. Cette offre est en contraste avec la politique du gouvernement précédent, qui pardonnait fréquemment les dettes publiques des médias[191].

Les tensions avec l'Ossétie du Sud augmentent à partir de mi-août 2019.

- 16 août : La communauté internationale et le gouvernement géorgien condamnent le processus de frontièrisation se déroulant aux limites du village de Gougoutiantkari, où les séparatistes sud-ossètes et les troupes russes sont en train d'ériger des fils barbelés pour isoler l'Ossétie du Sud du reste de la Géorgie. Neuf fermes géorgiennes sont divisées dans le processus[192].
- 17 août : Sept Géorgiens sont détenus près du village Akhaloubani par les autorités séparatistes d'Ossétie du Sud pour avoir franchi la frontière administrative illégalement.
- 18 août : Un Géorgien est détenu près du village Medjvriskhevi par les autorités séparatistes d'Ossétie du Sud pour avoir franchi la frontière administrative illégalement.
- 20 août : 
  - Les huit Géorgiens détenus en Ossétie du Sud depuis le 17 août retournent en Géorgie propre après avoir été libérés[193].
  - Cinq journalistes d'opposition sont limogés de leurs positions au sein de la chaîne Roustavi 2. Deux autres présentateurs démissionnent en direct à la suite de ces mises à pied, accusant les nouveaux propriétaires de la chaîne télévisée d'être au service du parti au pouvoir. L'un des limogés est Guiorgui Gabounia, responsable d'une crise diplomatique avec la Russie en juillet après avoir insulté Vladimir Poutine en direct[194].

- 21 août : 

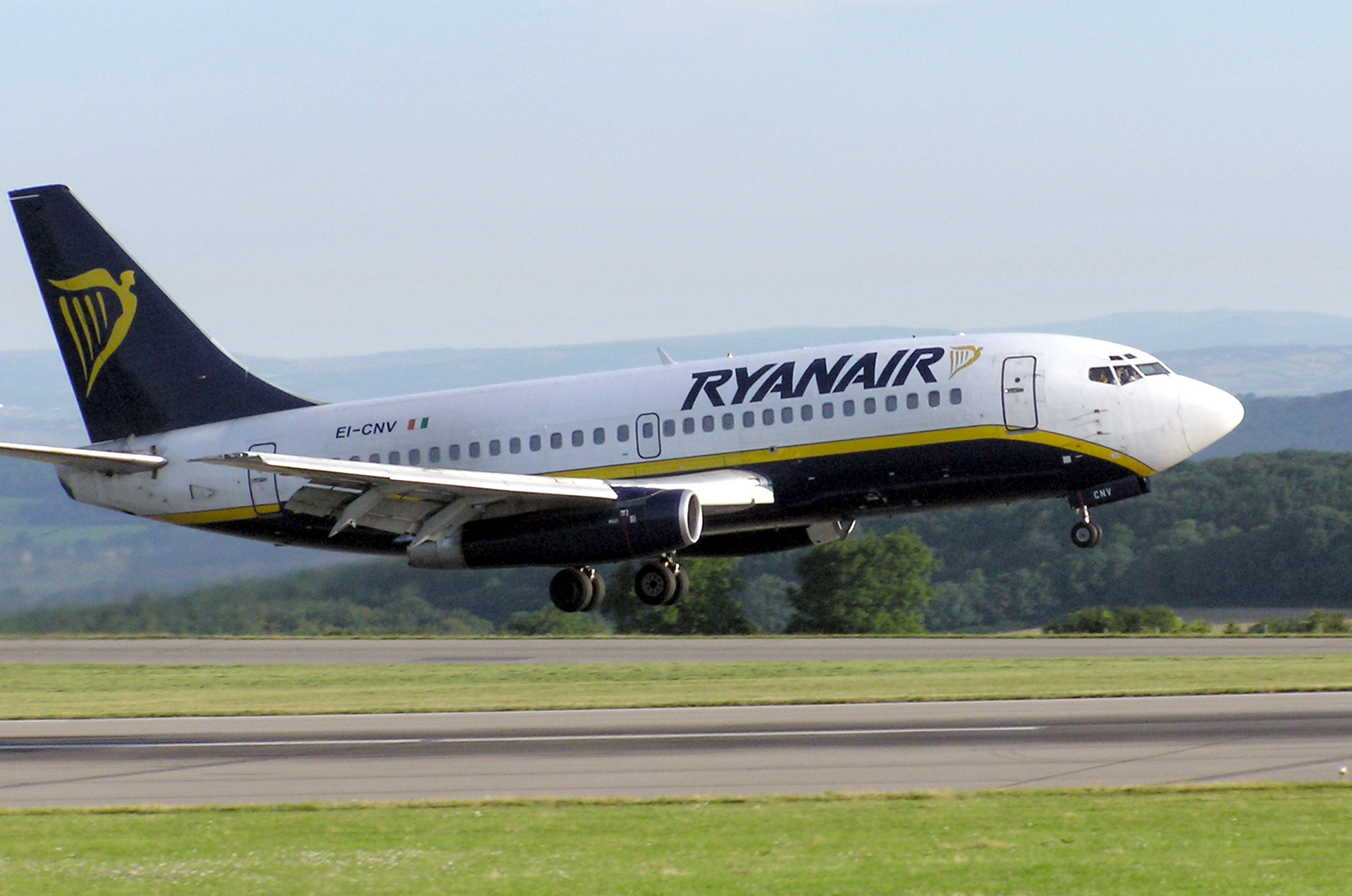
Ryanair annonce le début de vols vers la Géorgie.

  - La compagnie aérienne Ryanair signe un contrat avec United Airports of Georgia pour offrir, à partir du mois de novembre, des vols à bas prix vers Milan, Marseille, Bologne et Cologne.
  - Un avion militaire MI-8 de l'armée russe survole le village géorgien de Gougoutiantkari, violant l'espace aérien de la Géorgie. Le Service de Sécurité d’État géorgien appelle la violation une provocation[195].
  - Un citoyen géorgien est détenu par les autorités séparatistes d'Ossétie du Sud pour avoir franchi la frontière administrative sans autorisation[196].
- 22 août : 
  - L'équipe journalistique de la chaîne télévisée Roustavi 2 démissionne en protestation du remaniement de la direction de la compagnie, qui appartenait auparavant à l'homme politique d'opposition Nika Gvaramia. Ce dernier annonce la création d'une nouvelle chaîne, Mtavari Arkhi, pour réunir son ancienne équipe[197].
  - Avtandil Tsereteli, homme d'affaires, est convoqué par le Bureau du Procureur pour son implication dans les transactions frauduleuses attribuées aux fondateurs de TBC Bank, Mamouka Khazaradzé et Badri Djaparidzé. Tsereteli est le père du président de la chaîne télévisée d'opposition TV Pirveli, menant à des allégations de persécutions politiques par l'opposition[198].
  - La Présidente Zourabichvili se rend en visite en Lituanie pour participer à une conférence internationale. Elle rencontre le nouveau président lituanien Gitanas Nauseda pour la première fois[199].
- 23 août : La Russie signe un accord militaire avec les séparatistes d'Abkhazie, promettant de financer la modernisation de l'armée abkhaze[200].
- 25 août : Des élections présidentielles se déroulent dans la république séparatiste d'Abkhazie. Le président sortant Raoul Khadjimba et le chef de l'opposition Alkhaz Kvitsinia remportent suffisamment de voix pour avancer vers le second tour. Les élections sont dénoncées comme illégales par Tbilissi ainsi que par les capitales européennes et nord-américaines[201].
- 29 août : Le président du Parlement de Suède, en visite en Géorgie, rencontre son homologue géorgien Artchil Talakvadzé et qualifie la Géorgie de « bastion de lumière » pour la démocratie dans la région, tout en soulignant son inquiétude à l'égard de la polarisation radicale dans le pays[202].
- 30 août : Les tensions augmentent sur la frontière administrative entre la Géorgie et sa république séparatiste d'Ossétie du Sud, notamment près du village de Tsnelissi, sous contrôle des séparatistes. En réponse à la construction d'une station de police géorgienne au village de Tchortchana, des forces armées sud-ossètes se positionnent sur la frontière administrative et menacent de prendre des actions hostiles envers la Géorgie. Des négociations menées par l'UE échouent[203].

### Septembre
- 1er septembre : 

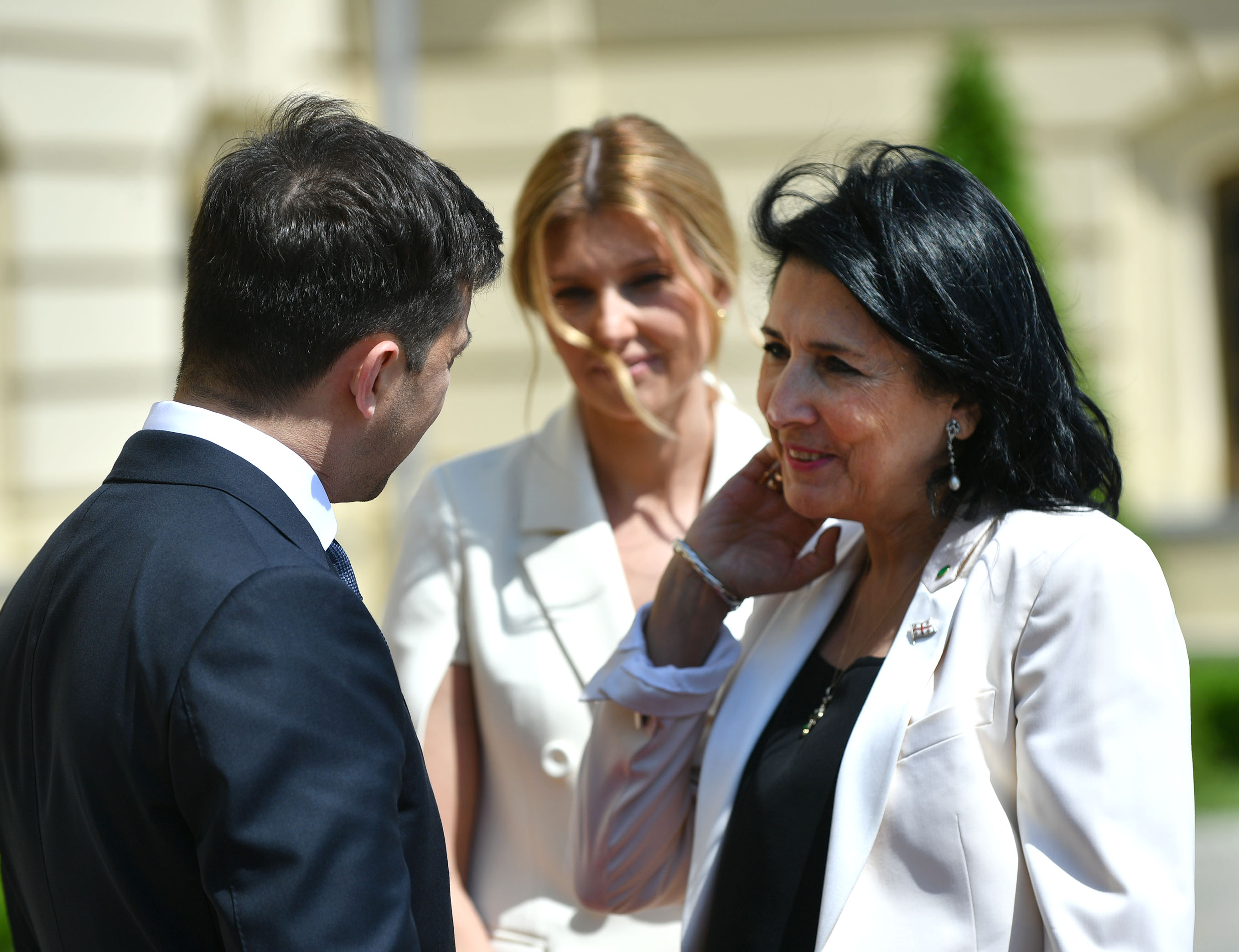
La Présidente Zourabichvili rencontre son homologue ukrainien à Varsovie le 1er septembre.

  - Un drone de surveillance sud-ossète survolant la ligne de conflit avec la Géorgie est abattu alors qu'il survole le territoire géorgien. Tskhinvali accuse Tbilissi de vouloir entamer un conflit militaire[204].
  - Le député RG Bidzina Gueguidzé est limogé par son parti, notamment pour sa critique du traitement par parti au pouvoir du député d'opposition Nika Melia (MNU). Il devient un député sans étiquette[205].
  - La Présidente Salomé Zourabichvili se rend en visite à Varsovie pour commémorer les 80 ans du commencement de la Deuxième Guerre mondiale. Elle y rencontre les présidents d'Estonie, de Bulgarie, d'Ukraine et de Slovaquie, ainsi que le Premier Ministre de Belgique et le président-élu du Conseil européen Charles Michel[206].
- 2 septembre : Le Premier Ministre Mamouka Bakhtadzé annonce sa démission, annonçant avoir accompli ses objectifs en tant que chef du gouvernement. Le RG annonce qu'un nouveau Premier Ministre de la république parlementaire sera choisi le lendemain[207].
- 4 septembre : Les autorités sud-ossètes ferment les cinq points de passage avec la Géorgie propre pendant deux jours, durant la commémoration du « Jour du Savoir »[208].
- 5 septembre : 
  - Le Président János Áder de Hongrie se rend en visite en Géorgie et rencontre son homologue géorgien. La visite constitue la première visite officielle d'un chef d'État hongrois en Géorgie[209].
  - Le KGB d'Ossétie du Sud commence la démarcation de la frontière de facto dans la zone de Tsnelissi. Dans un acte controversé, Tskhinvali installe des signes frontaliers au sein du territoire géorgien, près du village de Tchortchana[210].

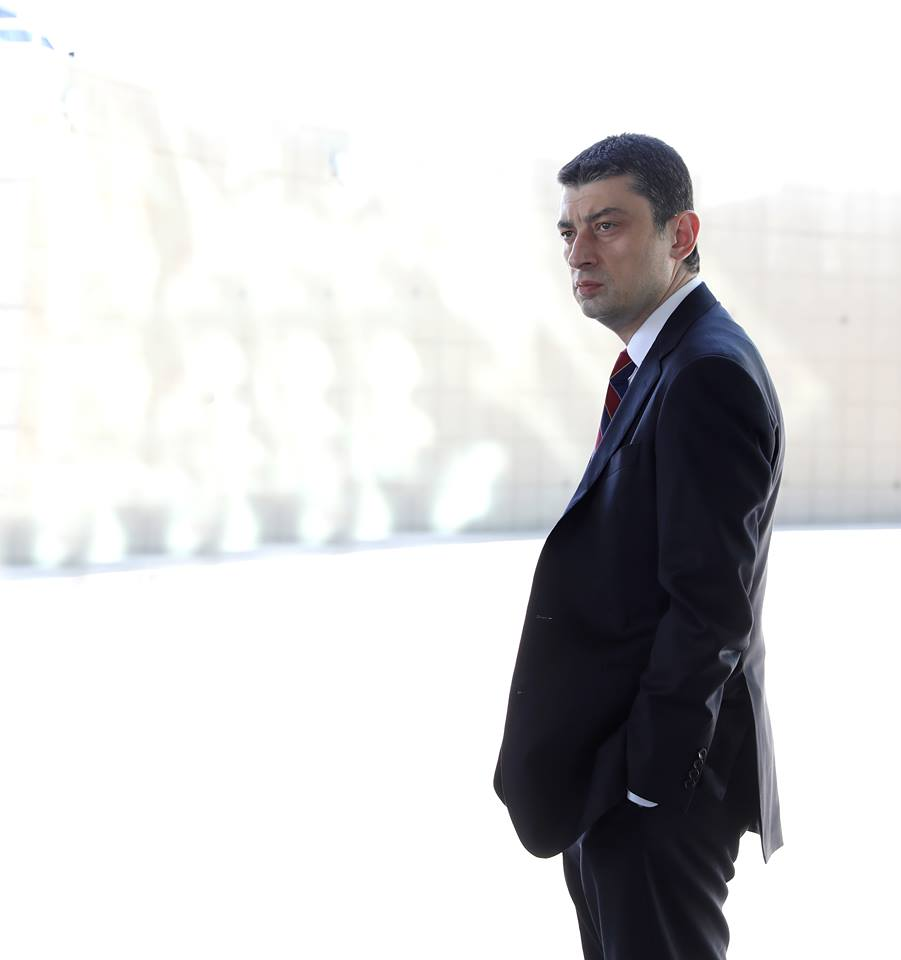
Guiorgui Gakharia devient Premier Ministre le 8 septembre.

- 8 septembre : Le Parlement approuve le nouveau gouvernement mené par Guiorgui Gakharia dans un vote unanime boycotté par l'opposition[211].
- 9 septembre : 
  - Le président séparatiste d'Abkhazie Raoul Khadjimba remporte le second tour des élections présidentielles avec 49 % des voix. L'opposition abkhaze refuse de reconnaitre les résultats[212].
  - L'ancienne équipe journalistique de la chaîne télévisée Roustavi 2, qui a démissionné un mois plus tôt après un changement dans la direction de la chaîne, inaugure Mtavari Arkhi, une nouvelle chaîne télévisée opposée au gouvernement.
  - Tskhinvali annonce la fermeture de deux points de passage avec la Géorgie propre, citant comme raison les tensions entre Tbilissi et les séparatistes dans la région[213].
- 10 septembre : 
  - Le député RG Chota Chalelachvili démissionne afin de retourner au secteur privé. Levan Mgaloblichvili doit le remplacer.
  - Khatia Moistsrapichvili, porte-parole de l'Administration de la Présidente Zourabichvili, est limogée après avoir fait, sans l'autorisation de l'Administration, une déclaration de solidarité envers un journaliste soutenant l'opposition.
- 11 septembre : 
  - Des nouveaux ambassadeurs sont nommés pour représenter la Géorgie en Ukraine, au Koweït et au Saint-Siège.
  - Tbilissi confirme que le KGB d'Ossétie du Sud est dans le processus d'ériger des postes de contrôle au village de Tchortchana, sur le territoire géorgien, se préparant ainsi à confisquer plus de terres géorgiennes.
  - Levan Izoria, ancien ministre de la Défense, est nommé Chef du Service d'Intelligence par le nouveau cabinet au pouvoir.
- 12 septembre : Mamouka Khazaradzé et Badri Djaparidzé, fondateurs de TBC Bank en pleine controverse judiciaire pour un cas de blanchiment de 17 million de dollars américains en 2008, fondent « Lelo », un mouvement public destiné à devenir un parti politique d'opposition avant les élections législatives de 2020.
- 13 septembre : 
  - Le Premier Ministre Gakharia nomme Maïa Tskitichvili (ministre du Développement régional et de l'Infrastructure) comme Vice-Première Ministre et nomme Thea Tsouloukiani (ministre de la Justice) comme seconde Vice-Première Ministre.
  - Les agents de sécurité de Tbilissi, Tskhinvali et Moscou se rencontrent à Ergneti pour négocier la fin de la crise dans la zone du village frontalier de Tchortchana, qui était la cible de prétentions sud-ossètes depuis le début du mois. Les négociations ne permettent pas de progrès.
- 16 septembre : Le Commissaire européen pour la Politique de voisinage, Johannes Hahn, visite Tbilissi et inaugure l’École européenne de Tbilissi, la première école de l’UE hors de l’Europe.
- 18 septembre : 
  - La Présidente Zourabichvili met en place un moratorium sur son pouvoir de clémence à la suite d'un scandale lié à ses derniers pardons.
  - Natia Mezvrichvili, ancienne vice-ministre des Affaires intérieures, est nommée chef du cabinet du Premier Ministre Gakharia.
- 19 septembre : 
  - Les États-Unis annoncent un programme de financement de 500 000 dollars américains pour les petites entreprises opérant près des frontières administratives d’Abkhazie et d’Ossétie du Sud.
  - La Géorgie extrade Ramzan Akhiadov, terroriste tchétchène recherché par Interpol, vers la Russie. L’action est critiquée par l’opposition anti-russe.
- 20 septembre : 
  - Les manifestations anti-gouvernementales de Tbilissi se déroulant depuis le 20 juin s’achèvent. L’opposition annonce vouloir se focaliser sur les élections parlementaires de 2020.
  - Le Procureur général lance une enquête sur un potentiel abus de pouvoir lié au pardon de trois meurtriers par la Présidence. Celle-ci annonce vouloir coopérer avec le Procureur.
- 22 septembre : La Cour suprême d’Abkhazie refuse d’annuler les résultats des élections présidentielles dans la république séparatiste, que le candidat vainqueur, Raoul Khadjimba, a remportées avec moins de 50 % des voix.
- 24 septembre : Un avion militaire russe franchit la ligne administrative de l'Ossétie du Sud, violant l'espace aérien de la Géorgie[214].
- 25 septembre : 
  - La Banque centrale augmente le taux d'intérêt de 0,5 points (7,5 %) dans une continuation de sa politique de resserrement monétaire qui a débuté pendant l'été[215].
  - La Présidente Zourabichvili devient la première chef d'État géorgienne à prononcer un discours devant l'Assemblée générale de l'ONU depuis Mikheïl Saakachvili[216].
- 26 septembre : 
  - Les ministres des Affaires étrangères de Géorgie et de Russie se rencontrent à New York, marquant la première rencontre russo-géorgienne de ce niveau depuis la rupture des relations bilatérales de 2008. La communauté internationale applaudit la rencontre[217].
  - Le gouvernement géorgien annonce la réouverture des mines de charbon de Tkibouli, fermées depuis un accident fatal en juillet 2018, à la suite de négociations entre Tbilissi, les mineurs et les compagnies impliquées dans les mines[218].
- 27 septembre : La Géorgie et le Paraguay libéralisent l'immigration entre les deux pays, retirant le régime de visa pour les touristes des deux pays[219].

### Octobre
- 1er octobre : Les autorités sud-ossètes et géorgiennes se rencontrent à Ergneti, mais ne parviennent pas à avancer les négociations sur la résolution du conflit séparatiste[220].
- 2 octobre : 
  - Les autorités d'Abkhazie annoncent l'ouverture des points de passage avec la Géorgie propre, fermés depuis le moins de juin[221].
  - Mevloud Tchitchiachvili, un terroriste géorgien responsable pour une vague de terreur au début des années 2000, est tué par la police ukrainienne à Kiev[222].
- 3 octobre : Le Conseil de l'Atlantique-nord, l'organe exécutif de l'OTAN, visite la Géorgie afin d'organiser une rencontre le Commission Géorgie-OTAN et de soutenir le chemin occidental du gouvernement géorgien[223].
- 7 octobre : 
  - Frank-Walter Steinmeier, président d'Allemagne, visite la Géorgie[224].
  - Le député RG Vano Zardiachvili annonce sa démission, citant une longue campagne négative contre lui[225].
  - Grigol Lilouachvili est nommé directeur du Service de Sécurité d'État par le gouvernement[226].
  - L'UNESCO nomme Tbilissi la Capitale mondiale du Livre 2021[227].
- 9 octobre : 
  - Le Premier Ministre Guiorgui Gakharia visite l'Azerbaïdjan pour sa première visite internationale en tant que chef du gouvernement[228].
  - Le Président du Parlement Artchil Talakvadzé visite le Montenegro et ouvre le Consulat honoraire de Géorgie à Podgorica[229].
  - Le 49e tour des Discussions internationales de Genève entre Tbilissi, Sokhoumi, Tskhinvali et Moscou s'achève, encore une fois, avec le départ des représentants pro-russes afin d'éviter le sujet du retour des déplacés internes en Abkhazie et en Ossétie du Sud[230].
- 10 octobre : L'Azerbaïdjan autorise l'ouverture de deux églises géorgiennes faisant partie du complexe monastériel frontalier de David Garedja, fermées depuis le conflit frontalier avec la Géorgie au début de 2019. La décision est négociée par le Premier Ministre Gakharia lors de sa visite à Bakou[231].
- 14 octobre : 
  - Le président abkhaze nomme Valeri Bganba pour un nouveau mandat en tant que Premier Ministre du gouvernement séparatiste[232].
  - Lors de la session de l'Assemblée parlementaire de l'OTAN, l'Alliance s'engage à accepter la Géorgie au sein de l'Organisation dans un futur proche[233].
- 15 octobre : Le Premier Ministre Guiorgui Gakharia visite l'Arménie afin d'approfondir les relations bilatérales. La visite se déroule dans le cadre des premières visites internationales du nouveau Premier Ministre, qui visite les pays du Caucase[234].
- 17 octobre : Le Parlement approuve une augmentation du budget national de 2019 par 223,1 millions de laris, à la suite de revenus plus importants que les estimations originales[235].
- 19 octobre : L'Ossétie du Sud, aidée par l'Armée russe, annexe un territoire géorgien incluant une partie du village d'Atotsi[236].
- 21 octobre : 
  - La Géorgie et la Grande-Bretagne signent un accord de partenariat stratégique[237].
  - Davit Narmania, ancien maire de Tbilissi, est élu directeur de la Commission géorgienne de réglementation de l'approvisionnement en eau et en énergie. Il est le premier membre élu par la Commission elle-même, ses prédécesseurs étant nommés par le Président[238].
- 22 octobre : La Chambre des Représentants des États-Unis passe la Georgia Support Act, un projet de loi officialisant le soutien américain à la Géorgie et condamnant l'occupation russe de l'Abkhazie et de l'Ossétie du Sud[239].
- 23 octobre : La Banque centrale de Géorgie augmente son taux d'intérêt par 1 point, jusqu'à 8,5 %. Ceci est une continuation de la politique de resserement fiscal par la banque centrale depuis la crise monétaire de septembre[240].
- 28 octobre : 
  - Une attaque cyber cause la chute de 2 000 sites Internet à travers le pays, dont de nombreux sites gouvernementaux. Les hackers remplacent le contenu des sites par une photo de l'ancien président Mikheïl Saakachvili et l'annonce en anglais « I'll be back »[241].
  - Une Géorgienne meurt de complications à la suite d'une attaque cérébrale à Tskhinvali après que son transfert dans un hôpital géorgien soit refusé par les autorités séparatistes d'Ossétie du Sud[242].

- 29 octobre : 

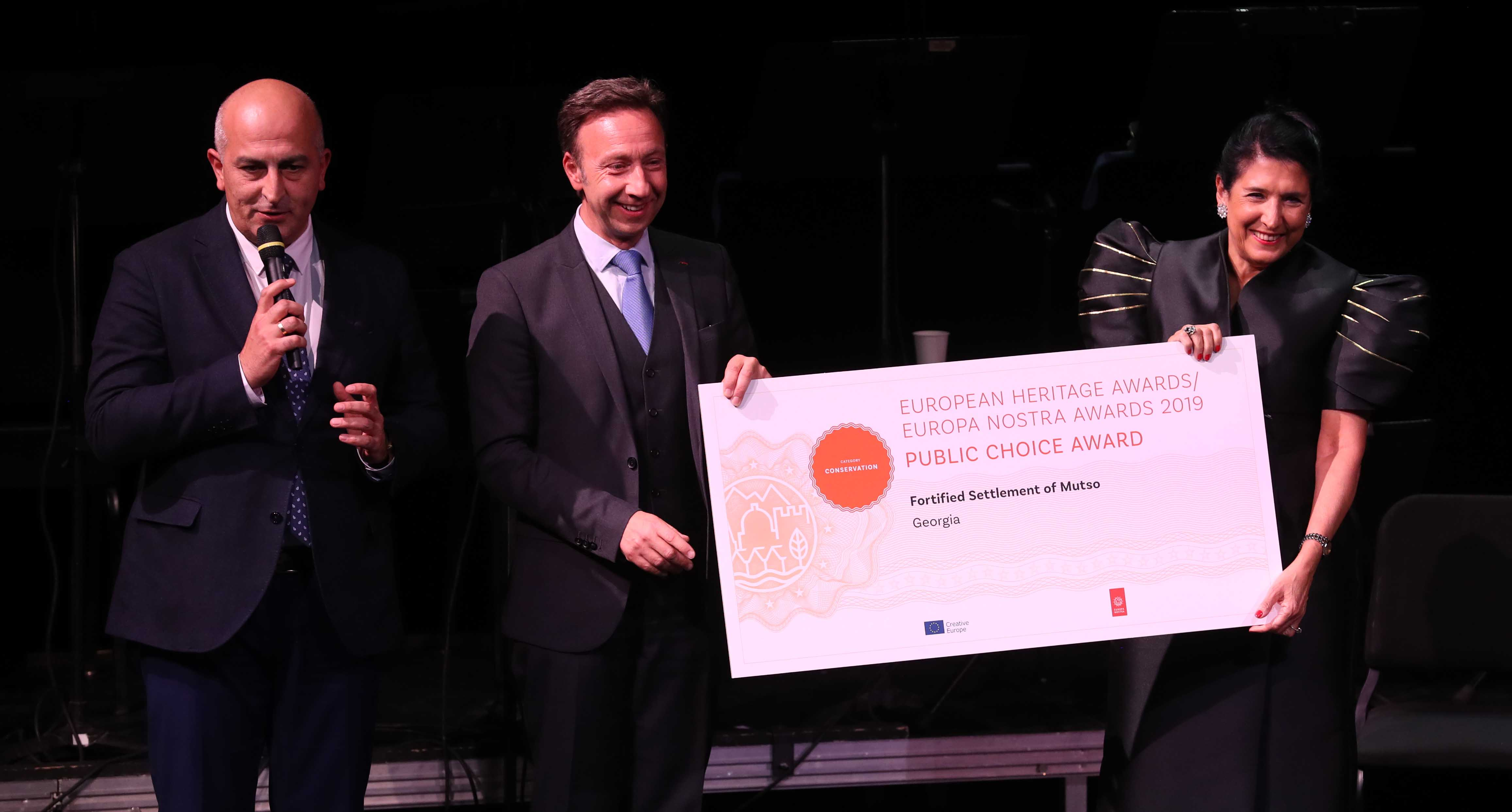
La Présidente Zourabichvili à Paris acceptant le prix pour Moutso.

  - Artchil Karaoulachvili est nommé ambassadeur de Géorgie en Estonie par la Présidente Zourabichvili. Il remplace Tea Akhvlediani, qui devient Vice-Ministre des Déplacés internes, de la Santé, du Travail et des Affaires sociales. Karaoulachvili sert auparavant comme directeur des Affaires européennes au Ministère des Affaires étrangères[243].
  - Le village de Moutso en Khevsouréthie reçoit le Public Choice Award au Sommet de l'Héritage culturel de l'Europe à Paris, après une apparition par la Présidente Zourabichvili[244].
- 31 octobre : 
  - Le Premier Ministre Giorgi Gakharia visite la Turquie et rencontre le président turc Recep Tayyip Erdoğan. Ce dernier s'engage à visiter la Géorgie au printemps 2020[245].
  - L'Église orthodoxe géorgienne organise la première rencontre du Saint Synode après une pause d'un an. Durant la rencontre, le Synode, présidé par le Catholicos-Patriarche Ilia II, s'accorde de demander à la Présidente Zourabichvili de libérer le prêtre Giorgi Mamaladzé, accusé d'avoir empoisonné la secrétaire-référente du Patriarcat. À la suite du Synode, l'évêque Petre de Tchqondidi accuse le Catholicos-Patriarche d'homosexualité et insulte ses collègues devant des journalistes, menant le Saint Synode à le limoger, entamant une division au sein de l'Église. La Présidente et le gouvernement apportent leur soutien au Catholicos-Patriarche[246].

### Novembre
- 1er novembre : Le Service d'Inspecteur d'État commence officiellement son mandat en tant qu'inspecteur de crimes commis par la police et les élus géorgiens[247].
- 5 novembre : L'organisation internationale Freedom House publie son rapport annuel sur la liberté internaute à travers le monde. La Géorgie est classifiée comme le 10e pays le plus libre pour les internautes[248].
- 7 novembre : Mikheïl Batiachvili, ministre de la Culture, des Sports, de l'Éducation et des Sciences, démissionne. Il est remplacé par Mikheïl Tchkhenkeli, ancien ministre de l’Éducation[249].
- 8 novembre : 
  - Le film Et puis nous danserons, une histoire d'amour homosexuel dans la société conservatrice géorgienne, fait première en Géorgie, menant à de nombreuses manifestations violentes à Tbilissi et à Batoumi par des groupes d'extrême-droite. Les manifestations durent pendant trois jours[250].
  - Le président du Conseil municipal de Poti, l'ancien maire de Poti et deux membres du Conseil municipal sont arrêtés pour corruption par les autorités centrales[251].
- 11 novembre : L'ombudsman chargé de protéger les intérêts du secteur privé, Irakli Lekvinadzé, démissionne de son poste à la suite de désaccords avec le gouvernement. Il est remplacé par Mikheïl Daouchvili, directeur du Département analytique et informatique du Ministère des Affaires intérieures[252].
- 12 novembre : Les représentants de Tbilissi, Moscou et Tskhinvali se rencontrent à Ergneti pour le septième tour des négociations techniques entre les séparatistes d'Ossétie du Sud et la Géorgie. Aucun progrès ne sort de cette rencontre[253].
- 13 novembre : Le Conseil de Sécurité nationale se rencontre pour la première fois depuis l'inauguration de Giorgi Gakharia comme Premier Ministre. Le Conseil élit Levan Izoria, chef du Service d'intelligence, comme secrétaire du CSN, et le Premier Ministre instruit le Conseil de former une nouvelle stratégie de sécurité nationale[254].
- 14 novembre : Le passage d'un amendement à la Constitution échoue au Parlement par 12 voix[255]. L'amendement aurait enclenché un système proportionnel entier pour les élections parlementaires de 2020 et a été promis par le RG au pouvoir à la suite des manifestations de juin 2019. Une large manifestation débute à Tbilissi. 8 députés RG quittent le parti au pouvoir, dont : Tamar Tchougochvili (vice-présidente du Parlement), Tamar Khoulordava (présidente du Comité d'intégration européenne), Sopho Katsarava (présidente du Comité des Affaires internationales), Mariam Djachi (présidente du Comité des Sciences, de la Culture et de la Santé), Irine Prouidzé, Giorgi Mosidzé, Dimitri Tskitichvili et Zaza Khoutsichvili[256].
- 15 novembre : 
  - Giorgi Begadzé, député RG de Roustavi, quitte le parti au pouvoir à la suite de la crise politique[257]. Zviad Dzidzigouri, Giga Boukia et Nina Gogouadzé, membres de la faction des Conservateurs du RG, quittent aussi la majorité, augmentant le nombre de députés RG quittant le parti majoritaire à 12 depuis le début de la crise la veille[258]. Les États-Unis déplorent l'échec du passage de l'amendement constitutionnel[259].
  - Vaja Gaprindachvili, un traumatologiste, est capturé par les forces séparatistes en Ossétie du Sud, où il offrait de l'aide médicale. La communauté internationale demande aux séparatistes de libérer le docteur.
  - Le terroriste géorgien Al-Bara Shishani de Daesh est capturé à Kiev dans une opération ukraino-géorgienne policière.
- 16 novembre : La député Sophio Katsaradzé, qui sert comme présidente RG du Comité des Affaires internationales au Parlement, quitte le Parlement, deux jours après avoir quitté le parti au pouvoir.
- 17 novembre : Au quatrième jour des manifestations de Tbilissi contre le gouvernement, le parti pro-russe Alliance des Patriotes rejoint les protestataires pour manifester contre l'échec au Parlement de l'amendement constitutionnel sur l'institution d’élections proportionnelles pour les élections législatives de 2020. Les manifestants bloquent accès au Parlement.
- 18 novembre : La police arrête 37 individus aux manifestations anti-gouvernementales qui résultent en 4 blessés (dont 2 policiers). La police ouvre l'entrée au Parlement, bloquée par les protestataires depuis la veille.
- 19 novembre : Une délégation de l'Église orthodoxe géorgienne visite Bruxelles pour rencontrer l'OTAN. La délégation est menée par l’archevêque Jacob de Bodbé, qui a récemment accusé le gouvernement géorgien d'avoir tenté d'assassiner le Catholicos-Patriarche Ilia II. Cette rencontre se déroule en plein conflit entre certaines factions de l'Église[260].
- 21 novembre : 
  - Irakli Tchikovani, conseiller du Premier Ministre aux affaires internationales, devient porte-parole du gouvernement.
  - Une semaine après la critique du Premier Ministre Giorgi Gakharia sur l'inefficacité du Ministère des Finances, il nomme Levan Kakava, ancien vice-ministre des Affaires intérieures, comme directeur du Service du Revenu.
- 22 novembre : La Géorgie et les États-Unis signent un accord de trois ans pour la coopération dans le secteur de la sécurité[261].
- 25 novembre : 
  - En réponse aux protestations massives de Tbilissi, le RG (parti au pouvoir) refuse de reconsidérer l'instauration d’élections proportionnelles en 2020, tout en promettant de lancer des candidatures uniquement dans les circonscriptions où l'opposant MNU se présente[262].
  - Le RG nomme des remplacements aux postes des députés qui ont quitté leurs positions à la suite de la crise politique de novembre. Guia Volski, porte-parole du parti, devient le nouveau Vice-Président du Parlement[263].
  - L'Abkhazie séparatiste annonce que tout étudiant venant de la région qui décide d'étudier en Géorgie propre court le risque de perdre son droit de résider en Abkhazie. Cette déclaration est en réponse d'un programme du gouvernement géorgien offrant aux Abkhazes une éducation gratuite dans les institutions géorgiennes[264].
- 26 novembre : à la suite d'un siège du Parlement par les protestataires anti-gouvernementaux à Tbilissi, la police arrête 28 manifestants. La manifestation est dispersée afin d'autoriser les députés à participer à la session parlementaire[265].
- 27 novembre : 
  - Un affrontement dans la gorge de Pankissi à la frontière tchétchène cause un mort. Le conflit se déroule entre deux clans influents dans la région et la cause du conflit n'est pas connue[266].
  - La Géorgie assume la présidence du Comité des Ministres du Conseil de l'Europe pour une période de six mois. La protection des droits de l'Homme et de l’environnement sont cités comme les priorités de la Géorgie[267].
- 28 novembre : 
  - Le Parlement ouvre sa session sans interruption des manifestants qui protestent à Tbilissi depuis plusieurs semaines, à la suite de la construction d'un mur autour du bâtiment du Parlement[268].
  - Six députés qui ont quitté le RG (parti au pouvoir) après le début de la crise politique deux semaines auparavant forment une faction indépendante au Parlement, menée par Mariam Djachi[269].
- 29 novembre : 
  - Les diplomates Zourab Abachidzé de Géorgie et Grigori Karassine de Russie se rencontrent à Prague pour discuter des relations entre les deux pays en conflit. Les deux s'accordent à travailler vers la libération du docteur géorgien Vaja Gaprindachvili, emprisonné par les séparatistes d'Ossétie du Sud[270].
  - Les partis politiques Lelo, Nouveaux Droits et Mouvement pour le Développement s'allient pour former une plateforme consultative dans le cadre des élections législatives de 2020[271].
- 30 novembre : 
  - Les dirigeants de l'opposition et du parti RG au pouvoir se rencontrent sous le patronage de diplomates européens afin de résoudre la crise politique du pays. Les deux camps ne parviennent pas à résoudre leurs différences mais s'accordent de continuer les négociations[272].
  - La Géorgie, la Turquie et l'Azerbaïdjan inaugurent le corridor gazier trans-anatolien[273].

### Décembre
- 2 décembre : 
  - Le député RG Akaki Zoïdzé quitte le parti au pouvoir après l'échec de son projet de loi pour organiser un référendum sur le système électoral du pays.
  - La France et la Géorgie organisent le premier tour de leurs discussions diplomatiques dans le cadre du Dialogue structuré Dimitri Amilakhvari, mis en place par les présidents Zourabichvili et Emmanuel Macron de France en février.
  - En Abkhazie, le président séparatiste Raoul Khadjimba limoge son ministre des Affaires intérieures et son Procureur d'État à la suite de la crise politique liée au manque de réponse juridique dans la fusillade de Sokhoumi du 22 novembre.
  - Un groupe de protestataires soutenant le parti RG au pouvoir entament une série de manifestation à travers le pays, pour faire balance aux nombreuses protestations de l'opposition qui durent depuis le mois de juin.
- 3 décembre : 
  - Le taux d'inflation atteint 7 %, le plus haut depuis juin 2017.
  - Au Sommet de l'OTAN de Londres, le secrétaire général de l'Alliance Jens Stoltenberg réitère le souhait de l'Organisation d'accepter la Géorgie et l'Ukraine comme membres, sans pour autant offrir de délai.
- 4 décembre : 
  - L'Allemagne expulse deux diplomates russes à la suite de la révélation de l'implication de Moscou dans le meurtre du citoyen géorgien Zelmikhan Khangochvili à Berlin.
  - Les employés dAdjara TV, la chaîne publique de la république autonome d'Adjarie, manifestent devant le QG de la chaîne, accusant la nouvelle direction de mettre pression sur la politique éditoriale de ses journalistes.
  - Le Parlement séparatiste d'Ossétie du Sud approuve le budget de la république de 2020, à un montant de 7,58 milliards de roubles, dont 82 % est financé par la Russie.
- 7 décembre : Le chef séparatiste du district de Gali en Abkhazie est limogé par le président abkhaze Raoul Khadjimba. Il est remplacé par Omar Bganba, un Abkhaze qui doit gouverner sur une région éthniquement géorgienne.
- 8 décembre : 
  - L'opposition et le parti RG au pouvoir se rencontrent pour un second tour de négociations afin de mettre un terme à la crise politique. Tandis que le gouvernement et les diplomates qui organisent la rencontre accueillent le progrès de la rencontre, certains membres de l'opposition se « préparent pour le pire ».
  - L'Assemblée parlementaire de l'Euronest, composée de membres des Parlements de l'Europe, de Géorgie, de Moldavie, d'Ukraine, d'Arménie et d'Azerbaïdjan, se rencontre à Tbilissi lors d'une conférence ouverte par la présidente Zourabichvili, qui cite la division politique du pays comme le plus grand défis interne.
- 10 décembre :
  - Alexandre Erkvania, député RG, quitte le parti au pouvoir, accusant la direction du RG d'encourager des critiques contre l'Église orthodoxe géorgienne. Erkvania est le 14ème député à quitter le RG depuis le début de la crise politique le 14 novembre.
  - Le Parlement approuve le budget national de 2020 avec un vote de 83 en faveur et 1 contre. Le budget voit une augmentation de 1,12 milliard de lari de dépenses publiques. Les principales croissances des dépenses publiques sont dans la réforme de la retraite publique, l'infrastructure régionale et des programmes de soutien économiques. Chaque ministère voit une augmentation de son budget, ainsi que la Georgian Public Broadcasting, le Bureau de l'Inspecteur d'État et le Bureau de l'Ombudsman.
- 11 décembre : 
  - La Banque nationale de Géorgie augmente le taux d'intérêt national de 8,5% à 9% pour continuer de combattre l'inflation. Cette action est une continuation de la politique monétaire de la BNG qui commence en été.
  - 5 soldats géorgiens sont blessés lors de l'attaque islamiste sur la base aérienne de Bagram en Afghanistan.
- 12 décembre : 
  - Le Parlement approuve la nomination perpétuelle de 14 juges à la Cour suprême de Géorgie, une décision largement critiquée par l'opposition qui boycotte le vote. Le processus de nomination des juges par le Haut Conseil de Justice a été accusé d'être obscur et non démocratique par certains dirigeants de l'opposition. La session du Parlement est temporairement suspendue lorsque des membres de l'opposition lancent un produit chimique dans le bâtiment du Parlement. Le vote est critiqué par les États-Unis.
  - Le Parlement vote pour suspendre le mandat du député MNU Nika Melia, condamné récemment pour avoir forcé la Cartu Bank à la banqueroute lors de sa tenure en tant que directeur du Bureau national de l'application des sanctions (BNES) en 2013. Cartu Bank est la banque privée de Bidzina Ivanichvili, président du parti au pouvoir. Nika Melia est remplacé par l'activiste MNU Badri Basiachvili.
- 14 décembre : Des dizaines de milliers de Géorgiens participent à Tbilissi à une cérémonie organisée par le parti Rêve géorgien soutenant la voie pro-occidentale de la Géorgie.
- 15 décembre : Le troisième tour des négociations entre l'opposition et le parti RG au pouvoir échoue à trouver une solution sur la proposition de l'opposition de créer 10 circonscriptions à multiples mandats.
- 16 décembre : Une large manifestation se déroule au village d'Odzissi à la ligne administrative d'Ossétie du Sud pour protester la détention du docteur Vaja Gaprindachvili par les séparatistes.
- 17 décembre : Un adolescent de 15 ans se suicide à Tbilissi après une interrogation policière dite agressive par les ONG. L'adolescent était accusé d'avoir dessiné un graffiti sur son école. La Présidente Zourabichvili adresse la crise de santé mentale dans le pays, tandis que l'opposition accuse le Ministère des Affaires intérieures d'avoir contribué à la tragédie.
- 18 décembre : La Russie approuve un crédit de 4,5 milliards de roubles aux autorités séparatistes abkhazes pour l'amélioration de l'infrastructure locale. Moscou et Sokhoumi annoncent aussi la création d'un centre conjoint de coordination pour combattre le crime organisé.
  - Kelly C. Degnan est confirmée par le Sénat américain comme Ambassadrice des États-Unis en Géorgie.
- 19 décembre : 
  - Erekle Koukhianidze, membre RG du Conseil municipal de Tbilissi, est limogé par son parti à la suite de remarques controversielles sur la détention du Vaja Gaprindachvili, le docteur emprisonné par les séparatistes d'Ossétie du Sud pour avoir franchi la frontière de facto. Koukhianidze avait accusé la famille de Gaprindachvili d'entamer des provocations contre l’État à la suite de la critique par la femme de Gaprindachvili sur l'inaptitude de l’État dans la crise.
  - En Abkhazie, les autorités séparatistes nomment un Abkhaze, Guenadi Tsvidzba, à la direction de la région d'Otchamtchiré. La région n'est pas reconnue dans ses frontières par le gouvernement central de Tbilissi. Tsvidzba nomme le règlement des problèmes de la population locale comme sa principale priorité. La région contient de nombreux villages géorgiens qui sont souvent sous pression des autorités séparatistes.
- 20 décembre : Le docteur Vaja Gaprindachvili est condamné à 1 an et 9 mois de prison par les autorités séparatistes de Tskhinvali pour avoir franchi la frontière de facto illégalement.
- 22 décembre : L'entrepreneur Mamouka Khazaradzé et l'ancien président du Parlement Davit Ousoupachvili inaugurent le parti politique « Lelo pour la Géorgie », un parti d'opposition dont le but est de soutenir la construction du port stratégique d'Anaklia[274].
- 24 décembre : 
  - Le Bureau de l'ombudsman de Géorgie publie un rapport critiquant la situation dans les prisons géorgiennes. D'après le rapport, la surpopulation des prisons mène les administrateurs publics à laisser à certains chefs criminels contrôle sur certaines prisons.
  - Les Ministères de la Défense de Géorgie et de Turquie signent un accord militaire envisageant un don de 100 millions de liras turcs pour améliorer les forces armées géorgiennes[275].
- 27 décembre : 
  - Giorgui Boutkhouzi, ancien adjoint au chef des services d'intelligence de Géorgie, est nommé Vice-Ministre des Affaires intérieures[276].
  - Le Brigadier-Général Guiorgui Matiachvili est nommé nouveau chef de l'État-Major du Ministère de la Défense. Il remplace Zaza Tchkhaidzé, qui devient adjoint au chef des forces armées géorgiennes[277].
- 28 décembre : Vaja Gaprindachvili, en prison en Ossétie du Sud, est libéré et retourne en Géorgie propre à la suite d'un acte de clémence du chef séparatiste Anatoli Bibilov.
- 30 décembre : l'Ossétie du Sud ferme le point de passage de Karzmani avec la Géorgie propre. Le point reste fermé jusqu'au 3 janvier 2020[278].
- 31 décembre : 9 activistes anti-gouvernementaux sont détenus par la police lors d'une manifestation contre la décision de la Mairie de Tbilissi de retirer les barricades de l'opposition devant le Parlement pour faire place à une foire de Noël[279].

## Décès
- 1er août : Levan Aleksidzé, ancien diplomate, professeur et conseiller au président Edouard Chevardnadze.
- 1er septembre : Nougzar Djougheli, journaliste sportif depuis les années 1970.
- 10 septembre : Nodar Khadouri, ancien ministre de la Finance et député.
- 2 octobre : Guia Kantcheli, compositeur.
- 13 octobre : Mikheïl Kobakhidzé, réalisateur.
- 7 décembre : Zaza Urushadze, réalisateur.
- 17 décembre : Louka Siradze, un adolescent de 15 ans dont le suicide devient le sujet d'un débat national sur la violence policière et la santé mentale.